# Millonarios Fútbol Club
El Azul y Blanco Millonarios Fútbol Club S. A., coloquialmente conocido como «Millonarios Fútbol Club» o simplemente «Millonarios», es un club de fútbol colombiano con sede en la ciudad de Bogotá, capital del país. Es uno de los clubes más laureados y emblemáticos de Colombia, de allí que sea considerada una de las entidades deportivas más grandes del país y una de las más importantes de Sudamérica. Milita en la Primera División de Colombia, jugando todas sus ediciones y siendo el club con más puntos en su clasificación histórica. Disputa sus partidos en el Estadio El Campín y es identificado desde sus inicios con los colores azul y blanco.
Millonarios tiene sus raíces en 1937, cuando un grupo de estudiantes del Colegio San Bartolomé de Bogotá creó el Club Deportivo Municipal. El 18 de junio de 1946, bajo la dirección del empresario Alfonso Senior, se fundó y constituyó legalmente con el nombre de «Club Deportivo Los Millonarios». En 2011, la entidad experimentó una reestructuración como sociedad anónima a través de la Sociedad Azul y Blanco, adoptando su denominación actual.
Participa en la Categoría Primera A desde su fundación en 1948, siendo uno de los tres únicos equipos que ha participado en todos sus torneos, junto con Independiente Santa Fe y Atlético Nacional.
Es el segundo equipo más laureado del fútbol colombiano con veintitrés títulos oficiales. En su palmarés se registran dieciséis campeonatos del torneo local de la liga colombiana, tres títulos de la Copa Colombia y dos de la Superliga Colombiana. Asimismo, logró coronarse campeón continental en la Copa Simón Bolívar en el año 1972 y en la última edición de la Copa Merconorte en el año 2001.
Disputa el clásico capitalino contra Independiente Santa Fe y el clásico añejo contra el Deportivo Cali, además de tener fuertes rivalidades con el América de Cali y Atlético Nacional.
A partir del inicio del campeonato colombiano en 1948, logró la mayor cantidad de los títulos locales que se disputaron y conformó un equipo apodado el Ballet Azul, el cual era un referente de gran importancia a nivel mundial durante la primera parte de la década de los cincuenta, llegando a ser considerado por diversos especialistas sudamericanos y europeos como el mejor equipo del mundo, gracias a sus numerosos triunfos y logros internacionales de gran relevancia histórica para la época. Entre los que destacan la Pequeña Copa del Mundo de Clubes de 1953, el Campeonato de las Bodas de Oro del Real Madrid de 1952, el cual obtuvo en el Estadio Santiago Bernabéu, o los Trofeos Duelo de Campeones de 1950 y 1951, que le dieron el calificativo del equipo embajador.
Para la IFFHS, es el cuarto mejor club colombiano del siglo xx y el noveno mejor club colombiano en lo que va del siglo xxi. Ha sido reconocido internacionalmente al ser incluido en prestigiosos listados que destacan a los mejores equipos del mundo, posicionándose como el único equipo colombiano en figurar en ellos. Por parte de la Conmebol, es el tercer mejor club colombiano en torneos internacionales con 396.85 puntos y ocupa el puesto 51.º en la clasificación oficial de clubes de la Copa Libertadores. Es reconocido por la FIFA como uno de los clubes clásicos del mundo y denominado por la entidad como el primer embajador del fútbol colombiano.

## Historia

### Inicios y primeros años
En 1937 un grupo de estudiantes del Colegio Mayor de San Bartolomé ubicado en el centro histórico de Bogotá, decidieron formar un equipo de fútbol, con el objetivo de enfrentarse a los equipos de otros sectores de la ciudad.
Los primeros partidos del equipo se jugaron en los terrenos de la finca "La Merced" del Colegio en ese entonces, donde hoy queda el Colegio San Bartolomé la Merced, y el barrio La Merced.
Algunos jóvenes deseaban llamarlo Unión Juventud y otros querían el nombre de Unión Bogotana. Al poco tiempo el equipo, que no contaba con ningún apoyo oficial, comenzó a ganar apoyo popular y ya que no se habían podido decidir por ninguno de los dos nombres, jugaba un partido con uno de los dos nombres y al siguiente con el otro y posteriormente bajo el nombre de Juventud Bogotana, una unión de ambas denominaciones.
Pasado un año de vida, el equipo rápidamente continúa ganando el apoyo de la gente gracias a sus contundentes triunfos, por lo que en un sorprendente hecho, todos sus jugadores, dirigidos por su vocero Ignacio "Nacho" Izquierdo (primer hombre importante en la historia de la institución) son convocados para formar la primera selección de fútbol de Colombia de la historia, que participó por primera vez en el mes de febrero en los Juegos Centroamericanos y del Caribe celebrados en Ciudad de Panamá, consiguiendo la Medalla de Bronce en un excelente debut.
Tras regresar de Panamá y con el equipo a punto de desaparecer, "Nacho" Izquierdo aprovechó que se avecinaba la primera edición de los Juegos Bolivarianos que se celebrarían en Bogotá y encontró en este grupo inicial el entusiasmo para conformar un cuadro más estructurado, por lo que el equipo volvió a representar a la Selección Colombia. Para dirigir a la Selección, el gobierno colombiano contrató, en Mar del Plata - Argentina a Fernando Paternoster, exjugador de la Selección Argentina, subcampeona de la Copa Mundial de Fútbol de 1930.
Pero no solo eso, el equipo recibe el apoyo de la ciudad y es adquirido por la Municipalidad y el Concejo de Bogotá y recibe su auxilio económico. Fue entonces denominado Club Municipal de Deportes, convirtiéndose así en el equipo oficial de la ciudad de Bogotá y recibiendo el escudo (el actual) y los colores (en esa época, Blanco y Negro) oficiales de la ciudad.
Al equipo se vinculan nuevos directivos, varios de ellos ligados a las autoridades de la ciudad, como Álvaro Rozo (Secretario de Gobierno de Bogotá), que asume como Presidente, Hernando Beltrán que es nombrado como Secretario, Antonio José Vargas y Manuel Briceño Pardo.
Pese a los triunfos deportivos, el Municipio le suspendió la ayuda por los problemas surgidos entre los fundadores del Juventud Bogotana y Álvaro Rozo, presidente del Club Municipal; el cuadro entonces quedó a cargo de los directivos Manuel Briceño Pardo, Antonio José Vargas y del comerciante santandereano Alberto Lega, (quien ingresa aportando $50.000 para la contratación de cinco jugadores argentinos), quienes tomaron el mando del equipo y restablecieron a la normalidad la situación. Ya sin ayuda económica oficial y sin colores en su uniforme, los directivos le buscaron nuevo nombre al equipo: Municipal La Salle (cuando pasó a manos de los estudiantes del Instituto La Salle), Municipal Deportivo (cuando quedó a cargo de Briceño Pardo, Vargas y Lega) y posteriormente Municipal Deportivo Independiente, (este último nombre como aclaración de su desvinculación del Municipio), aunque en realidad para la prensa se jugaba simplemente como el equipo o seleccionado de Bogotá.
El 28 de enero de 1939 (ya con el agregado de "Independiente" en el nombre para aclarar su desvinculación del Municipio), debutan los tres argentinos ante la Selección de Antioquia a la que vencen por (5:4) con goles de Lucífero en tres ocasiones, Carvajal y "Nacho" Izquierdo, en lo que fue todo un espectáculo para el fútbol de la ciudad pues era la primera vez que un equipo de Bogotá (y del país) formaba con jugadores extranjeros. Fue el año que jugó por última vez con el nombre de "Deportivo Independiente".

### Nacimiento del nombre de Millonarios
En 1939 aparece el apodo de "Los Millonarios" debido a que Vicente Lucífero se reunía cada jueves con la junta directiva del equipo para negociar los pagos, ya que los argentinos no tenían contrato anual, pero por esos días exigió un remuneración elevada no solo para los argentinos, sino para todo el equipo, para que el salario de los jugadores colombianos se equiparara al mismo de los extranjeros, lo que provocó que Luis Camacho Montoya, director de las páginas deportivas del diario El Tiempo, comenzara fuertes críticas hacia el equipo por su desvinculación del Municipio y le dio a los dirigentes el trato de nuevos ricos, de Los Millonarios, porque pretendían mantener todo el equipo con todas sus contrataciones extranjeras, lo cual requería mucho dinero.
Así Camacho Montoya afirmó: "Los argentinos son muy exigentes, van a cobrar tanto y tanto, este es un club de millonarios, los Municipalistas ahora son millonarios". De esta forma nació el apodo que se convertiría en su nombre definitivo, ya que la gente empezó a conocer y llamar al equipo más por el apodo "Los Millonarios", que por su nombre. Cabe resaltar que en el año 1932 (7 años atrás), el club argentino River Plate ya tenía ese apodo por hacer grandes contrataciones en esa época.
El 13 de agosto de 1939, en reunión en el Café "El Gato Negro" (calle 16 con carrera octava) denominaron oficialmente el equipo como "Los Millonarios", como parte de un agregado en su nombre (tal como figura en las plaquetas de conmemoración de ese día), en una especie de relanzamiento y refundación del club, que tuvo lugar en esa fecha, cuando golearon por 6-0 al Deportivo Barranquilla, con goles de Luis Timón (1-0 "en franco offside", y 5-0), Martínez, Ruiz Díaz, Zapata y autogol de López.
En ese juego estrenaron uniforme azul y medias grises, copiado del que usaba el equipo argentino Tigre, que venía de ser portada de la Revista El Gráfico y equipo del cual Fernando Paternoster era hincha. Este uniforme es el actual, solo con el cambio al juego siguiente sugerido por el dirigente Manuel Briceño Pardo, de cambiar la pantaloneta a color blanco y las medias a color azul (debido a su vinculación con el Partido Conservador Colombiano) y establecerlo definitivamente como su uniforme oficial, lo cual se afianzó aún más años después con los colores usados por Santa Fe (referentes al Partido Liberal Colombiano).
El primer equipo al que se le llamó Millonarios formaba con: Carlos Álvarez, Antenor Rodríguez (Capitán), Ignacio ‘‘Nacho’’ Izquierdo, Alfredo Cuezzo, Alfonso ‘‘Che’’ Piedrahíta, Óscar Sabransky, Vicente Lucífero, Antonio Ruiz Díaz, Luis Timón, José Antonio ‘‘Mico’’ Zapata y Antonio Martínez.
Desde su creación, Millonarios se convirtió en uno de los equipos más importantes de Colombia, al conseguir títulos en los torneos de liga aficionados y partidos internacionales que se disputaban, además de hacer varias giras por todo el país logrando importantes triunfos, y al convertirse en el gran favorito al título desde el momento en que surgió el primer campeonato de Fútbol Profesional Colombiano, en 1948.
A partir de 1940 y con el equipo ya estructurado y dejando de lado su pasado como seleccionado de la ciudad, ingresó al campeonato de la A.D.B. (Asociación Deportiva de Bogotá), que era el torneo de segunda categoría de la Liga de fútbol de Cundinamarca, logrando en ese mismo año el título y el ascenso a la primera categoría, en la que participó de 1941 a 1945 en la que consiguió cuatro títulos (1941, 1943, 1944 y 1945) y un tercer lugar (1942), haciéndolo el equipo más ganador de la época amateur, antes del inicio del profesionalismo colombiano.

### La gestión de Alfonso Senior hacia el profesionalismo
En 1941 se vincularon dos hombres claves en la historia de la institución, el barranquillero Alfonso Senior Quevedo y el ecuatoriano Mauro Mortola. Alfonso Senior trabajaba como director de Roldan Calle y Compañía Agente de Aduanas en Santiago de Cali y en gran parte manejaba en esa época el fútbol de la capital vallecaucana junto al secretario de hacienda, Pascual Guerrero, allí se conoció con Mortola que manejaba el espectáculo de ‘‘La Ciudad de Hierro’’ que venía de Bogotá, y le comentó en cierta ocasión a Senior que en Bogotá existía un equipo llamado Club Deportivo Municipal con inmejorables figuras argentinas y colombianas al que también llamaban "Los Millonarios" y le sugirió traerlo de gira a Santiago de Cali porque este equipo jugaba muy bien al fútbol, Senior aceptó porque ya había oído hablar de Millonarios.

Para 1944 se había agotado el dinero donado por el Municipio y el posterior aportado por Manuel Briceño Pardo y Alberto Lega, pero afortunadamente se decide conformar una Primera Junta con el nombre de Millonarios (eliminando por primera vez el nombre de "Municipal"), bajo la presidencia de Francisco Afanador y que gracias a los aportes de los dirigentes, logra devolver a la normalidad la situación financiera del equipo, además se tenía como objetivo gestionar y cristalizar el proyecto de un club organizado de nivel profesional y se continuó consolidando esta idea en los siguientes dos años, teniendo como hechos principales, dos reuniones celebradas en el Teatro Atenas en noviembre de 1945 y la segunda el 22 de mayo de 1946 donde se firma el Acta 001 y se lleva a cabo la primera asamblea general de la nueva institución.
Finalmente en una tercera reunión el 18 de junio de 1946 se lleva a cabo su constitución legal oficial como sociedad con el nombre de Club Deportivo Los Millonarios, en el teatro del colegio que lo vio nacer, el Colegio Mayor de San Bartolomé (Carrera Séptima con Calle 9), en el Centro Histórico de Bogotá, a la que asistieron los hinchas más fieles que ya tenía el Deportivo Municipal (unas 200 personas), bajo escritura pública número 2.047 de la notaría tercera del circuito de Bogotá.

Se eligió a Alfonso Senior Quevedo como primer presidente, a Mauro Mortola como vicepresidente y como tesorero se nombró a Oliverio Paco Pulido. Como en aquella época no existía legislación sobre sociedades deportivas, el doctor Abel Cruz Santos sugirió en hacer una sociedad sin ánimo de lucro, fue el quien redactó los estatutos en los que se suscribían acciones a $10 c/u.
Luego del establecimiento del club como una sociedad deportiva, mediando el año 1946, los tres principales clubes de fútbol de la ciudad (Millonarios, Santa Fe y Universidad) deciden retirarse de los torneos departamentales de Liga (que a su vez entran en decadencia), al considerar que ya se encontraban en un nivel superior y que se debía buscar el profesionalismo del deporte, dedicándose casi que exclusivamente a organizar sus propios eventos, con juegos entre ellos, contra equipos de otras regiones del país y partidos internacionales, esto empezó a causar la molestia de quienes controlaban el fútbol del país en esa época y no querían la profesionalización. El último torneo departamental (1946) no terminó, Millonarios marchaba primero con 3 puntos de ventaja sobre Santa Fe, a cuatro fechas del final. Millonarios entonces se marcha de gira a Ecuador durante 4 meses hasta ya iniciado 1947.
Alfonso Senior continuo revolucionando el fútbol del país, ya que junto con el presidente del América de Cali, Humberto Salcedo Fernández Salcefer, proyectaron en 1947 un campeonato nacional y organizaron el único campeonato que se podría denominar Interdepartamental (con equipos de todos los departamentos del país) que se jugó en el fútbol colombiano antes del profesionalismo, una temporada Nacional disputada en Bogotá con la participación de los equipos semi-profesionales más destacados del país (prácticamente la mayoría de los que iniciaron el profesionalismo al año siguiente), y en la que Millonarios se coronó como Campeón de este único antecedente de torneo nacional, superando por 1 punto a su rival de plaza, Santa Fe que terminó segundo.
Luego de la realización de esta temporada Nacional, los equipos estaban cansados de pagarles impuestos del 5 y 10 % para permitir juegos interdepartamentales a las ligas del fútbol aficionado, regidas por la Asociación Colombiana de Fútbol (Adefútbol), creada en 1926, reconocida por la FIFA en 1934, que controlaba las ligas departamentales y que estaba radicada en Barranquilla.
Finalmente el 28 de junio de 1948 sesionaban simultáneamente en la Sociedad de Mejoras Públicas de Barranquilla, la asamblea de las Ligas de la Adefútbol y los representantes de los Clubes presididos por Alfonso Senior. Se designó a Senior y a ‘‘Salcefer’’ como la comisión que se encargaría de plantearle la creación de un campeonato profesional a la Adefútbol. Al día siguiente el presidente de la Adefútbol, Carlos García, rechazo la propuesta, ya que las ligas se negaban a la profesionalización, no hubo acuerdo y los clubes se retiraron de la reunión.
Luego sesionó por primera vez y se nombró el primer consejo directivo de la División Mayor del Fútbol Colombiano (Dimayor) con Salcefer como Presidente y Alfonso Senior como Fiscal, se estableció a Bogotá como sede de la entidad y se decide organizar el primer Campeonato de Fútbol Profesional Colombiano. Se cobraron mil pesos ($1000) m/cte para la afiliación de cada equipo y los primeros diez miembros fueron, por Bogotá: Millonarios, Santa Fe y Universidad, por Cali: América y Deportivo Cali, por Medellín: Independiente Medellín y Atlético Municipal, por Manizales: Deportes Caldas y Once Deportivo y el Atlético Junior por Barranquilla.
El 15 de agosto de 1948 debutó Millonarios en el inicio del profesionalismo, en El Campín, a las 4:00 de la tarde, con lleno de 25 000 espectadores y goleada por (6:0) sobre el Once Deportivo de Manizales, el árbitro fue Luis Rendón y el cuadro albiazul formó con: Rubén Rocha, Ángel Insagaray, Tomas Aves, Luis Mendoza, Alfonso Piedrahíta, Policarpo "Polo" Pérez, Alfonso "Pipiolo" Rodríguez, Víctor Manuel Fandiño, Alfredo Castillo, Pedro Cabillón y Alcides Aguilera. En ese primer Campeonato terminó en el cuarto lugar. Aunque en ese año no se logró la estrella, Millos obtuvo la delantera más goleadora con 58 tantos, de los cuales 45 fueron de los argentinos Alfredo Castillo el primer Botín de Oro de Millonarios con (31) y Pedro Cabillón (14).
Al año siguiente, 1949, se inició la época del "Dorado" del fútbol colombiano, con la contratación por parte de Millonarios de Adolfo Pedernera y la posterior llegada de Alfredo Di Stéfano y Néstor Raúl Rossi. Así nació el equipo conocido como el Ballet Azul y la liga colombiana se llenaría de estrellas. Millos consiguió en esa temporada su primer título. En 1950 fue subcampeón y luego obtuvo un tricampeonato consecutivo (1951, 1952 y 1953). También ganó la Copa Colombia en 1950-51.

### Los años gloriosos de El Dorado: El Ballet Azul

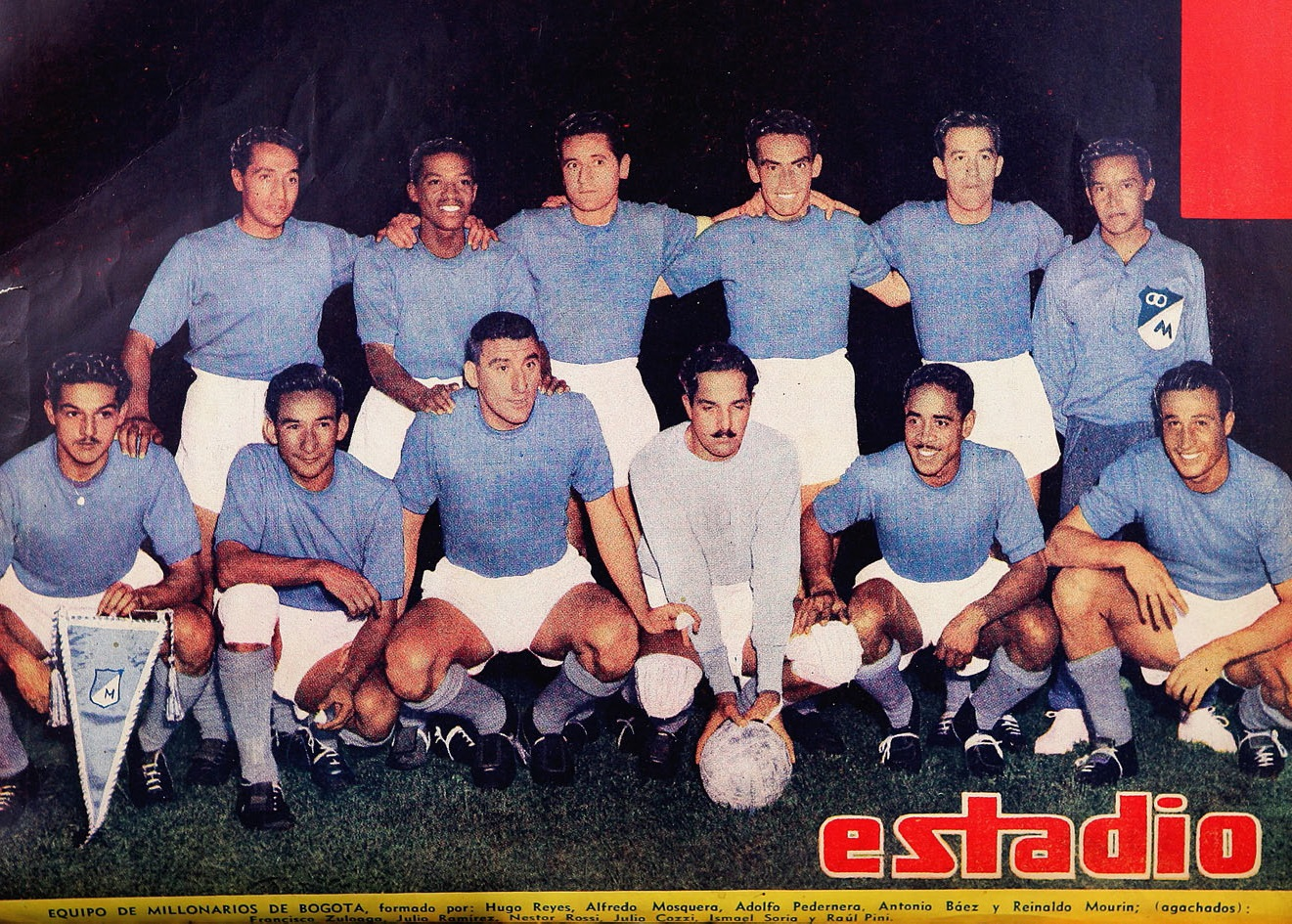
Formación de Millonarios en 1952.

El primer título del fútbol profesional colombiano del Club Deportivo Los Millonarios, lo obtuvo en lo que se conoce como el inicio del "Dorado", al vencer en la final al Deportivo Cali, luego de terminar empatados con 44 puntos en la tabla de posiciones del Campeonato colombiano 1949. La final se jugó ida y vuelta. En Cali, ganó Los Millonarios 1-0 (gol de Adolfo Pedernera). En Bogotá el triunfo azul fue de 3-2 con goles de Alfredo Di Stéfano, Alcides Aguilera y Adolfo Pedernera; por el Deportivo Cali descontaron Valeriano López y Barbadillo. Pedro Cabillón fue el Botín de Oro con 42 goles, récord vigente hasta la actualidad. El técnico era Carlos "Cacho" Aldabe, quien fue el que recomendó la traída de Pedernera. El equipo alcanzó a ganar 17 partidos consecutivos (Récord en Colombia) y sumó 20 fechas de invicto, cayendo en la última fecha, lo que obligó al desempate.
Millonarios llegaba a la última fecha del Campeonato colombiano 1950 con posibilidades de ser campeón por segunda vez, pero su sueño fue frustrado por el Deportes Caldas que, con una diferencia de 2 puntos, obtuvo su primera estrella y dejó a Millonarios en el segundo lugar. En la última fecha de ese campeonato se enfrentó con Universidad de Bogotá partido el cual perdió y lo dejó en el segundo lugar, ya que Deportes Caldas había empatado 0-0 en Manizales con América de Cali.
Al año siguiente consiguió su segundo título con superioridad, sumando 60 puntos, 11 más que el segundo, ganó 28 partidos, empató cuatro y perdió dos, anotó 98 goles y tuvo la valla menos vencida al recibir solamente 29. Este fue el primer equipo al que se le denominó el "Ballet Azul" por lo que describía la prensa como su juego indescriptible de estilo rioplatense. Llenaba todos los estadios donde jugaba y el equipo azul tomó importante popularidad a nivel nacional. Alfredo Di Stéfano fue el máximo goleador con 31 tantos. Ya el entrenador -a la vez jugador- era Adolfo Pedernera, ante la salida de Aldabe.
Para el equipo azul llegó el bicampeonato -primer equipo colombiano en lograrlo- tras vencer el Campeonato colombiano 1952. Nuevamente, Millonarios fue superior a los otros 14 equipos del campeonato. Jugó 28 partidos de los cuales ganó 20, empató seis y sólo perdió dos. 71 goles a favor -la mejor delantera- y tan solo 13 goles en contra para un total de 46. El subcampeón fue nuevamente el Boca Juniors de Cali a seis puntos de diferencia, Millos se aseguró el título con empate 1:1 ante Atlético Nacional en Medellín. Alfredo Di Stéfano volvió a ser el máximo goleador con 19 tantos, uno más que Carlos Alberto Gambina del Junior.
Fue el mismo año en que Millonarios ganó su primera Copa Colombia, venciendo en ambos partidos al Boca Juniors de Cali, su gran rival de la temporada, ya que también fueron campeón y subcampeón respectivamente en la Liga. Gana ambos juegos de la final, en la ida en Cali por 2-0 y luego en Bogotá por 3-2.
En esta época se produjeron uno de los hechos que marcaron la historia del club. En el mes de mayo de 1952 se celebraron los cincuenta años de la fundación del Real Madrid Club de Fútbol. Para entonces las directivas del equipo español pensaron en realizar un pequeño triangular amistoso de fútbol entre otros festejos y en el cual fueron invitados algunos de los mejores equipos de Europa y América. Por el nuevo continente, tras contactar con el Club Atlético River Plate, los dirigentes del club argentino remitieron a los españoles a invitar al Club Deportivo Los Millonarios, aludiéndoles como el mejor equipo del momento en América.
En los dos partidos del evento, el club colombiano empató a dos goles con el Idrottsföreningen Kamraterna Norrköping, campeón de Suecia y cuyo país era uno de los más potentes a nivel futbolístico en Europa, y posteriormente derrotó a los anfitriones por 4-2 en el Nuevo Estadio Chamartín, consagrándose campeón del torneo amistoso.

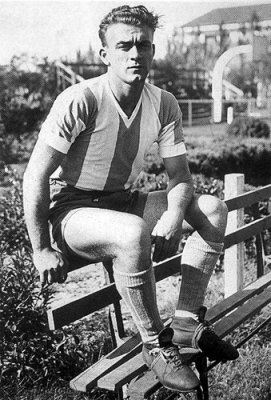
Alfredo Di Stefano. Figura y estrella mundial que participó en el Ballet Azul de los Millonarios.

A lo largo de la historia, estos dos clubes se han enfrentado en siete ocasiones, siendo Millonarios el que mantiene una ventaja sobre los españoles con tres victorias, una conseguida en la casa de «los merengues» y las otras dos conseguidas en Bogotá en el Estadio Nemesio Camacho El Campín; tres empates y con tan solo una victoria de los españoles con un marcador de 8-0 rompiendo así el invicto de setenta y cuatro años que mantenía frente a los madrileños. La historia de ambos clubes quedó ligada desde el primer enfrentamiento, ya que por entonces jugaba en las filas del conjunto colombiano Alfredo Di Stéfano, considerado como uno de los mejores jugadores del momento y líder del conocido «Ballet azul». Tras ese encuentro el jugador pasó a ingresar a las filas del equipo español llevándolo a grandes éxitos que le valieron para ser considerado como el mejor equipo del siglo XX por la FIFA.
Al tiempo, un grupo de empresarios deportivos, crearon la Pequeña Copa del Mundo de Clubes, una competición amistosa que reunió a importantes equipos de Europa y Sudamérica a la que Millonarios fue invitado a participar en las ediciones de 1952 y 1953. En su primera participación, el equipo terminó subcampeón con siete puntos, detrás del Real Madrid (doble empate 1-1), en un torneo jugado a dos vueltas, en el que también participó el Botafogo de Brasil (empate 4-4 y derrota 0-2), y el anfitrión La Salle de Venezuela (doble victoria 4-1 y 5-1).
En su participación en 1953, el equipo se coronó campeón del trofeo de manera invicta con 11 puntos, por encima del River Plate de Argentina (victoria 5-1 y empate 1-1), el Rapid Viena de Austria (doble victoria 2-1 y 4-0) y el RCD Español de Barcelona de España (doble victoria 6-0 y 4-0). Se han hecho muchos trámites para que FIFA avale como oficial este torneo que es considerado por muchos como el predecesor de la Copa Intercontinental y la actual Copa Mundial de Clubes de la FIFA.
El Campeonato colombiano 1953 fue el final del ‘‘Dorado’’, las figuras extranjeras regresaban a sus países, pero seguía habiendo un equipo muy superior a los demás, ya sin Di Stéfano, pero con Adolfo Pedernera, Néstor Rossi y Alfredo Castillo, Millonarios gana su tercer título en línea, y sólo perdió un partido: en la primera fecha ante el Atlético Quindío en Armenia 0-1 y no volvió a perder en las restantes fechas, ganó 14 juegos y empató 7, anotó 57 goles y fue la mejor defensa con 22 tantos recibidos, sumó 35 puntos, dos más que el Atlético Quindío que fue su más cercano perseguidor. Inició un invicto de 24 fechas sin perder, que fue récord hasta 1988. En este año también gana la Copa Colombia al vencer al Boca Juniors de Cali, su enconado rival del "Dorado" y además la Pequeña Copa del Mundo de Clubes disputada en Caracas.

### La etapa post-Ballet Azul y la segunda época dorada: el Tetracampeonato
La historia parecía repetirse, Millonarios llegaba a la última fecha del campeonato de 1956 con posibilidades de ser campeón y así obtener su quinto título ocupando el segundo lugar con 34 puntos, 3 menos que el Deportes Quindío que sería el campeón ese año, otra vez un equipo caldense (en ese tiempo no existía el departamento de Quindío, fundado en 1966 por lo tanto Deportes Quindío era un equipo caldense) le quitaba el título a Los Embajadores, para ser campeones el equipo bogotano necesitaba que el Deportes Quindío perdiera y ganar en la última fecha ante el Independiente Medellín, Millonarios derrotó al equipo paisa 3-1 pero el Deportes Quindío también le ganó a Boca Juniors de Cali lo que dejó a Millonarios sin el campeonato de ese año.
Similar circunstancia se produjo en la última fecha del campeonato 1958 con un punto menos que su rival de patio Santa Fe que sería campeón esa temporada, pese a que había ganado y empatado más partido que el equipo rojo, también tenía más partidos perdidos. Pero aún llegaba a la última fecha con posibilidades de obtener el título, para eso debía esperar que Santa Fe perdiera o empatara y ganar o empatar con mayor diferencia de goles ante el Atlético Bucaramanga lo que logró el equipo azul al golear 5-0 pero el Santa Fe hizo lo mismo en Barranquilla ante el Junior y ganó 3-2 lo que le quitó el título a Millonarios.
Después de cinco años y con el inicio del ciclo en la dirección técnica de su exarquero en la época de "El Dorado", el médico Gabriel Ochoa Uribe, volvió a ser campeón en el Campeonato colombiano 1959, con la mejor defensa (solo 8 partidos perdidos) y un total de 58 puntos, seis más que el Independiente Medellín y 8 más que Deportivo Cali, sus más duros rivales durante la temporada. De 44 partidos, ganó 22, empató 14 y solo perdió 8, anotó 85 goles y solo recibió 52. La delantera estaba conformada por Marino Klinger, Orlando Larraz y Hugo Contreras. Se aseguró el título venciendo por 3:1 al Cúcuta Deportivo en la capital de la República, haciendo su diferencia indescontable.
El año anterior el esfuerzo llegando a Semifinal de Copa Libertadores 1960 afecto al equipo, volvió a su mejor nivel en 1961 con una campaña aún mejor, de los 44 partidos, ganó 25, empató 12 y perdió 7, la mejor delantera con 95 tantos, recibió 56 y sumó 62 puntos, haciendo una enorme diferencia de 8 puntos ante su único perseguidor, el Independiente Medellín. Se había contratado a Julio Cozzi, el arquero del "Ballet Azul" como entrenador. Millonarios inició ganando los primeros 6 partidos, pero luego no despegó, los directivos reconocieron el error y el Ochoa que había renunciado en octubre de 1960, regresó en el mes de mayo y pidió la contratación de Delio "Maravilla" Gamboa, del Atlas de Guadalajara, el mejor jugador colombiano de la época, quien llegó en julio y fue clave en la recuperación del equipo, en un invicto de dieciséis fechas y la obtención del título. Dio la vuelta olímpica el 5 de diciembre venciendo por 5:3 a Atlético Nacional en El Campín.
Millonarios obtuvo título de la Copa Colombia y definitivamente en propiedad tras coronarse campeón consecutivamente de las Ligas de 1961, 1962 y 1963, tal como la estipulaba el reglamento de la Dimayor, el 19 de diciembre de 1963, justo el día que se coronó campeón de la Liga venciendo 4-1 al Deportes Tolima. Millonarios repitió lo hecho cuando ganó de manera consecutiva las Ligas de 1951, 1952 y 1953.
El equipo azul siguió de largo, de 44 partidos, ganó 25, empató 11 y perdió 8 en 1962, campaña similar a la anterior, marcó 96 goles y fue la mejor defensa con 44, para sumar 62 puntos, 5 puntos más que el Deportivo Cali, a quien el 27 de mayo le aplicó una histórica paliza de 7-0. Se coronó campeón el 25 de noviembre a falta de tres fechas en un doblete ante Atlético Quindío al que le ganó 4-1 y al Olimpia de Paraguay al que venció por el mismo marcador y con su equipo de suplentes. Además no pierde en las últimas 16 fechas
Con la llamada ‘‘Línea Brasileña’’ se consigue su segundo tricampeonato en línea (al lado de América, únicos equipos colombianos en hacerlo), Millonarios trae a José ‘‘Pepe’’ Romeiro Cardozo, el mejor jugador del Campeonato colombiano 1963, logra la mayor goleada de su historia el 7 de julio cuando golea al Deportes Tolima por 8-0. Santa Fe y Deportivo Cali lo acosaron hasta las últimas fechas pero no les alcanzó. De 48 juegos, Millonarios ganó 27, empató 9 y perdió 12, anotó 102 goles y recibió 60 para un total de 63 puntos, dos más que los albirrojos y tres más que los vallecaucanos. Este nuevo tricampeonato conseguido lo haría, además, merecedor de la Copa Colombia, que lo otorgaría la DIMAYOR al primer equipo que consiguiera tres títulos de liga en forma consecutiva.
Millonarios llegaba a la última fecha del Campeonato colombiano 1964 con 57 puntos, dos más que el segundo, Cúcuta Deportivo. Pero por calendario Millonarios debía descansar en la fecha final, así que si el Cúcuta Deportivo ganaba podría forzar a una serie por el título. Luego de las dificultades en el desplazamiento, Cúcuta Deportivo empieza venciendo al Once Caldas, pero en el segundo tiempo se desploma y el Once Caldas consigue el empate, escapándose la posibilidad de forzar a una final contra Millonarios, que ganó el título con un punto de diferencia. De 48 juegos, ganó 21, empató 15 y perdió 12, anotó 87 goles y recibió 72. De esta forma, "Millos" se convertía en el primer equipo en ganar un tetracampeonato en línea, esta vez dirigido primero por el brasileño Joao Avelino (ya que Gabriel Ochoa salió en febrero luego del juego ante River Plate), que luego por problemas de salud se retiró a mitad de año, siendo reemplazado por su asistente, Efraín Sánchez, que a su vez actuó en algunos juegos como arquero, compartiendo el puesto con Senén Mosquera.

### Década de 1970

#### La delantera "BOM"
Habían pasado ocho años luego del último campeonato nacional obtenido por Millonarios. Con el regreso de Gabriel Ochoa Uribe al banquillo técnico, el club obtuvo su décimo título al vencer el Campeonato colombiano 1972. El Torneo Apertura finalizó con el equipo capitalino como ganador con 38 unidades. Para el Finalización culminó segundo, con el mismo puntaje de Deportivo Cali (primero) y Atlético Nacional (tercero). Por ello se disputó un desempate entre los tres, el cual ganó el conjunto caleño.
El triangular final lo disputaron Millonarios, Deportivo Cali y Atlético Junior. En el último partido jugado el 28 de enero de 1973 Millonarios y Deportivo Cali igualaron 0-0 en Bogotá, lo cual dio a los "azules" el título con 5 puntos, seguido por Deportivo Cali con 4. Atlético Junior fue último con tres unidades. El tridente de Millonarios lo conformaban Alejandro Brand, Willington Ortiz y Jaime Morón; el "BOM" marcaría más 267 goles en esta década.
En ese mismo año Millonarios disputó la tercera edición de la Copa Simón Bolívar 1972, este torneo internacional se jugó en 1973 debido a problemas entre la Federación Venezolana de Fútbol y el Instituto Nacional de Deportes, lo que provocó la desafiliación de Venezuela de la FIFA. Millonarios derrotó al Deportivo Portugués (Venezuela) en una serie de dos juegos en la que Millonarios pierde 2-0 en Caracas, pero en Bogotá remonta con un contundente 3-0. Irónicamente, las finales de 1971 y 1972 se disputaron en 1973, pero la edición de 1973 no se disputó.
Millonarios llegaba a la última fecha del Campeonato colombiano 1973 cómo primer clasificado, pero ese año su clásico rival Atlético Nacional lo empataba en puntos pero con peor diferencia de goles. En la última fecha Millonarios se enfrentaba a Santa Fe y a su vez Atlético Nacional visitaba al Junior, Millonarios se coronaba campeón hasta los minutos de reposición, pero, Santa Fe terminó empatando el partido mientras en Barranquilla el Atlético Nacional goleaba 3-0 al Junior, lo que le quitó el título literalmente de las manos al equipo de Los Millonarios. La disputa por este título marcó el inicio de una rivalidad mítica entre ambos clubes.
Otra vez Millonarios llegaba a la última fecha cómo virtual campeón en el Campeonato colombiano 1975, pero su camino fue interrumpido nuevamente por su rival de patio Santa Fe qué en la última fecha llegaban empatados en puntos pero Millonarios tenía mejor diferencia de goles. Lo único que debía hacer el equipo Azul era ganar frente al América de Cali lo que dejó a los azules en segundo lugar ese año tras perder con el equipo valluno en el estadio Pascual Guerrero 2-0, mientras tanto Santa Fe ganaba por la mínima diferencia en El Campín ante Once Caldas.
En los años anteriores el club se había quedado a un paso del título al ser subcampeón en 1973 y 1975 y tercero en 1974, 1976 y 1977. Sin embargo logró vencer en el Campeonato colombiano 1978.
En el Torneo Finalización el argentino Pedro Dellacha toma la dirección técnica del equipo, obteniendo el segundo lugar con 26 puntos y clasificando así a las semifinales. En dicha instancia fue segundo del Grupo B con seis puntos.
Sin Alejandro Brand (lesionado), pero con Willington Ortiz, Jaime Morón, El goleador Juan José Irigoyen y Daniel Onega en la delantera, venció a Atlético Nacional en Medellín por 2:0, a Santa Fe en el clásico por 1:0, empató con Atlético Nacional 1:1 en Bogotá y en ambos juegos con Deportivo Cali 0:0 y 1:1, para llegar a definir todo el 20 de diciembre en la última fecha del torneo en el derbi capitalino.
Con El Campín a reventar, a los 18 minutos del primer tiempo ya el conjunto azul ganaba 3-0 con goles de Juan José Irigoyen, Jaime Morón y Willington Ortiz. En el segundo tiempo Santa Fe descontaría, señalando el 3-1 definitivo. no le alcanzaría para empatar el partido ni menos el campeonato. Millonarios con nueve puntos ganó su Campeonato colombiano 1978 frente a su rival de plaza en Bogotá.

### Década de 1980
Millonarios llegaba a la final en segundo lugar del Campeonato colombiano 1984 con 69,25 puntos 21 menos que el primero América de Cali. ya sin posibilidades Millonarios se enfrentó paradójicamente con América de Cali en Bogotá esa tarde Millonarios ganó 3-1 pero ese resultado sólo le alcanzó para mantener su cupo en la Copa Libertadores ya qué Atlético Nacional que ocupaba el tercer lugar amenazaba la posibilidad de Millonarios de participar en el certamen internacional.
Nueve años debió esperar la institución para obtener un nuevo título, producido en el Campeonato colombiano 1987 con Arnoldo Iguaran, Miguel Nano Price, Mario Vanemerack, Oscar "Pájaro" Juárez y Carlos Gambeta Estrada dirigidos por el entrenador Luis Augusto "Chiqui" García.
En el torneo local ganó los tres torneos y cinco tablas del año. El Apertura en final al América con victoria 3-1 en Bogotá y empate 0-0 en Cali; el Finalización con 40 puntos, cuatro de ventaja al Atlético Nacional; La Re-clasificación con 62 puntos, nueve más que Nacional y la máxima bonificación de 2 puntos.
Logró un invicto de 22 fechas. En la última fecha se coronaba campeón en el octogonal final con solo empatar. El 20 de diciembre venció por 1-0 con gol de Óscar "Pájaro" Juárez al Junior en Bogotá y logró su estrella 12 con 22 puntos, dos más que el América de Cali. Fue la mejor campaña de su historia en ese sistema de torneo, anotó 101 goles y solo recibió 54, con la mejor defensa, en total acumuló 86 puntos.

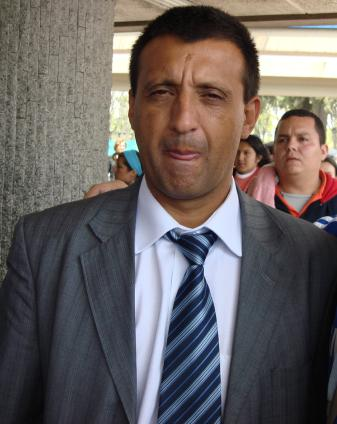
Mario Vanemerak, referente en la década de los 80s y director técnico en años posteriores.

Además ganó los dos torneos internacionales en que participó: la Copa Marlboro, superando al Atlético Nacional, Tottenham Hotspur de Inglaterra y América de México; y la Copa Miami donde derrotó al Colo-Colo de Chile, al São Paulo de Brasil y la selección de fútbol de los Estados Unidos.
Su estrella 13 fue difícil de conseguir. A pesar de ganar el torneo de los pentagonales con 11 puntos, y ganar el Finalización con 42 puntos, uno más que Santa Fe, obteniendo una bonificación de 1.50.
Jugaba el 18 de diciembre en Barranquilla ante Junior, pero al mismo tiempo jugaban Santa Fe y Atlético Nacional. Los Embajadores llegaban empatados en 23.50 puntos con Nacional pero con mejor diferencia de goles a favor.
Terminado el primer tiempo, Millonarios perdía 0-1 en Barranquilla y Nacional era el campeón ganando 1-0 en Bogotá. Al minuto 13 del segundo tiempo, Mario Vanemerak iguala para Millonarios, luego Santa Fe empata en Bogotá. Millonarios trato por todos los medios de conseguir el gol de la victoria pero no fue posible, debió esperar el final en Bogotá. Pero finalmente pudo coronarse Campeón, el segundo del "Chiqui" García, además totalizó un récord de 26 fechas sin perder, superando su propia marca de 1953-54. este sería el último título del Club Deportivo Los Millonarios en el siglo XX.

### Crisis deportiva y económica
Las dos décadas siguientes son las más difíciles de la historia del club económicamente y en éxitos deportivos pese a tener buenas temporadas en el ámbito local y copas internacionales.

#### Década de 1990: Era de la decepción
Millonarios llegaba a la última fecha del Campeonato colombiano 1994 en tercer lugar de cuadrangular que lideraba América de Cali con 7 puntos mientras Millonarios le seguía con tan sólo 2 puntos de diferencia, en la última fecha Millonarios se media ante el América de Cali en El Campín. El equipo Embajador necesitaba que el equipo verdolaga perdiera en Medellín ante Independiente Medellín. Esa tarde Millonarios goleó 3-0 a los caleños pero en Medellín los verdolagas marcaron un gol faltando 10 minutos para el final lo que le bastó a Atlético Nacional para quitarle el título a Millonarios.
Millonarios llegaba a las semifinales del Campeonato colombiano 1995/96 (ganador del "Torneo Adecuación"). A comienzos de 1997 figuró en el segundo lugar en el ranking mundial de clubes de la Federación Internacional de Historia y Estadística de Fútbol IFFHS, con 261,5 ptos, superado tan solo por la Juventus de Italia, con 335 ptos. La campaña total de García fue de 76 partidos jugados, 41 ganados, 20 empatados y 15 perdidos. Obtuvo 148 puntos, con 113 goles a favor y 69 en contra. El América campeón 1996-97 ganó 14 partidos en forma consecutiva con 91 puntos en 4 lugar 31 puntos, se ubicó primero en el grupo B con 12 puntos, más que su más cercano perseguidor Atlético Nacional, en el cuadrangular final derrotó al Deportivo Cali en Bogotá y perdió en Cali, perdió contra América de Cali en Cali y lo goleó de local 3 a 0, esa noche clasificó a la Copa Libertadores del año siguiente, frente a Atlético Nacional ganó en Bogotá y en Medellín, completando 4 victorias seguidas sobre el cuadro verdolaga en entre el cuadrangular semifinal y en el cuadrangular final, la última fecha llegó a visitar a Atlético Nacional con la posibilidad de salir campeón si en el clásico caleño América de Cali vencía y el cuadro embajador también ganaba, lo primero no ocurrió, a pesar de la victoria azul en territorio antioqueño y que hizo más puntos en la final en el marco de la celebración de los 50 años del equipo azul, la estrella fue para el cuadro azucarero, porque con la bonificación empataba en puntos y servía como criterio de desempate.
Otra campaña destacada de la década fue la del campeonato de 1999. Dirigidos por Luis Augusto Chiqui García, Millonarios tuvo un invicto de 29 fechas, el más grande en la historia del club, y terminó primero en el todos contra todos del torneo finalización. Sin embargo, a la hora de jugar los cuadrangulares semifinales, y a pesar de ser el favorito, el equipo fue derrotado y terminó tercero, por debajo de Deportivo Cali e Independiente Medellín, quien a la postre clasificó para jugar la final contra Atlético Nacional. Nacional ganó esa serie y en diciembre se coronó campeón al derrotar al América de Cali en la final anual.

#### Década de 2000
En el campeonato 2000 es cuarto en el Apertura, como en el Finalización y en la tabla acumulada del año es quinto con 69 puntos, los mismos que el Deportes Tolima que queda cuarto, queda fuera del cuadrangular final por diferencia de partidos ganados. En el 2001 Millonarios gana la Copa Merconorte al derrotar en penales 3-1 a Emelec en Guayaquil luego de empatar 1-1 en los dos juegos de la final consiguiendo el primer título oficial después de 12 años de sequía y su primer título en torneo internacional organizado por la Conmebol.
En el Torneo Finalización 2003, Millonarios dirigido por Norberto Peluffo, casi clasifica a la final del campeonato. Luego de terminar la fase todos contra todos en el séptimo lugar, con 26 puntos, alcanzó a clasificarse a los cuadrangulares semifinales. Allí, de forma sorpresiva, comenzó a tener buenos resultados, venciendo dos veces al Deportivo Pasto, una vez al Unión Magdalena y empatando con Deportivo Cali de visitante. En la penúltima fecha, a Millonarios solo le bastaba con un empate como local contra el Cali para avanzar a la final contra el Deportes Tolima. Aunque Cali comenzó ganando 2 a 0 en el primer tiempo, Millonarios logró remontar el partido en la segunda parte y metió dos goles. Pero cuando la hinchada ya estaba celebrando el paso a la final, y faltaban solo cinco minutos para terminar el partido, Milton Rodríguez marcó un gol agónico para el Cali que privó a Millos de la clasificación. En la última fecha, Millonarios perdió contra el Unión Magdalena en Santa Marta, mientras que Cali derrotó al Pasto y logró pasar a la final.
Las temporadas 2004 y 2005 no serían las mejores para el cuadro embajador, en las que la crisis institucional no solo perjudicaría a nivel económico dejando al club al borde de la quiebra, teniendo que acogerse a la ley 550, sino a nivel deportivo, no clasificando a los cuadrangulares semifinales y terminado penúltimo en el Finalización 2004, en ese mismo año participó por primera vez en la Copa Sudamericana, no pudiendo superar la segunda fase. En 2005, termina decimotercero en el Apertura y decimocuarto en el Finalización en el que consiguió 6 triunfos seguidos (récord desde 1966) en las primeras 7 fechas. 

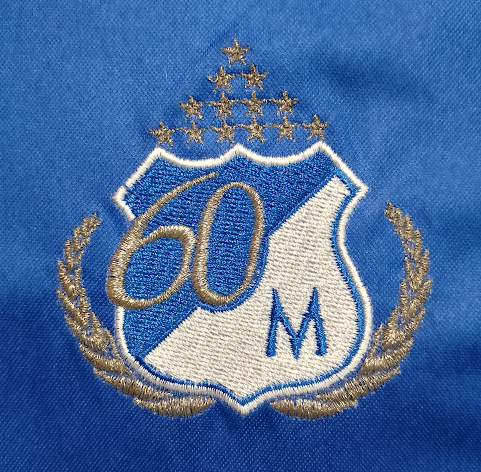
En 2006, Millonarios celebró sus 60 años en medio de la incertidumbre deportiva.

Para la temporada 2006 llega Miguel Augusto Prince como nuevo entrenador, en el Apertura el equipo es sexto y clasifica a los cuadrangulares semifinales tras más de 2 años, se ubicaría en el grupo de Cúcuta Deportivo, Atlético Nacional y Deportivo Pasto (equipo que sería el finalista y a la postre campeón), sin poder acceder a la final tras terminar en el último lugar del grupo. Para el Finalización tras perder 2-1 con el Cúcuta Deportivo en la fecha 7, es nombrado como entrenador Juan Carlos Osorio, que gana 5 partidos consecutivos quedando octavo y clasificando de nuevo a cuadrangulares, donde juega en el grupo de Atlético Huila, Independiente Medellín y Cúcuta Deportivo, terminaría tercero perdiendo el pase a la final en la última fecha contra el Medellín. En la reclasificación del año Millonarios quedaría quinto, clasificando a la Copa Sudamericana por segunda vez. 
Con la dirección de Juan Carlos Osorio en el Apertura 2007 luego de una buena campaña Millonarios clasifica en cuarto lugar y entra a semifinales donde lucha hasta el último partido del grupo donde cae frente al Atlético Huila que le quita el pase a la final. Para el Finalización 2007 Juan Carlos Osorio se marcha y llega Martín Lasarte, su etapa en el club no duraría mucho, dejando al club en la última casilla del torneo, asumiendo en medio del campeonato como técnico Mario Vanemerak, exjugador del club. Finaliza en la casilla 11 de la liga y dirige al equipo que llega a las semifinales de la Copa Sudamericana 2007, después de una buena campaña en las series con Atlético Nacional, Colo Colo y São Paulo, siendo eliminado del pase a la final por el América de México.
En el Torneo Apertura 2008, Millonarios de nuevo se quedó por fuera de los cuadrangulares semifinales tras cumplir una campaña irregular que lo dejó en el puesto 11. A pesar de esto, los 'Azules' pelearon hasta la última fecha su entrada a la semifinal del fútbol colombiano. Durante ese lapso pasaron dos entrenadores: Vanemerak y Bonner Mosquera, quien fue interino.
La situación se repitió para el Torneo Finalización, ya que bajo el mando de Óscar Héctor Quintabani, Millonarios se quedó por fuera de los cuadrangulares semifinales, igualando en 28 puntos con el octavo lugar, quien era el Deportivo Cali, pero con un gol menos. De esta forma, el equipo 'Embajador' completó su tercer campeonato consecutivo sin avanzar a la instancia semifinal del campeonato. En la Copa Colombia quedó eliminado en la fase de grupos.
Para la temporada 2009, en el Torneo Apertura el club cumple una mala campaña al quedar eliminado por cuarto torneo consecutivo de los cuadrangulares semifinales (posición 15 en el torneo), lo cual produjo la salida del entrenador Oscar Quintabani dándole paso en las últimas fechas al entrenador de divisiones menores Nilton Bernal.
Para el Torneo Finalización el nuevo estratega fue el accionista del club Luis Augusto García, que dejó al equipo cerca de clasificar a los cuadrangulares semifinales, en el noveno lugar a un punto del octavo, el Real Cartagena. En la penúltima fecha marchaba octavo en la tabla, pero en el último partido empató 1-1 con el América, y con la victoria del Junior 2-1 ante Deportes Tolima se quedó afuera de los cuadrangulares. En la reclasificación quedó en el puesto 16 y con un muy mal promedio en el descenso para 2010. En la Copa Colombia clasifica primero en su grupo, pero en la segunda fase es eliminado por el Atlético Bucaramanga.

### Regreso a los éxitos
La siguiente década se caracteriza por la liquidación del Club Deportivo Los Millonarios y su refundación como Millonarios Fútbol Club, una sociedad anónima, con acciones a la venta que adquirieron varios hinchas. Aunque la mayor parte del equipo pertenece al fondo Amber Capital desde 2015.
Esa transformación, a la postre, llevó al equipo a ganar varios títulos, incluyendo dos nuevas estrellas de la liga nacional, luego de varios años de sequía.

#### Década de 2010
En el 2010 el equipo embajador entró en la posición décima de la tabla del descenso con 95 puntos los mismos que Atlético Nacional al no tener buenas campañas en las temporadas 2008 y 2009 y se encontraba a nueve puntos de diferencia del último equipo que era el Cúcuta Deportivo y a cinco puntos del recién ascendido de la Primera B 2009 el Cortuluá y Real Cartagena que estaban en posición de jugar la Serie de Promoción, los siguientes equipos Once Caldas y Envigado F.C 91 puntos, Deportes Quindío, Atlético Huila, América de Cali 92 puntos y el Deportivo Pereira tenía 101 puntos le llevaba de diferencia seis más, el equipo pese a que no clasificó a los cuadrangulares finales en el Torneo Apertura y Finalización, salvo la categoría al igual que en la Temporada 2006 el equipo azul había tenido el asunto de salvar la Categoría al no hacer buenas campañas en 2004 y 2005.
En el Apertura 2011 clasifica sexto a los play-offs después de 4 años de ausencia; en cuartos de final elimina al Once Caldas por penales (el Once Caldas había terminado como el mejor equipo en la fase de todos contra todos) y llega hasta semifinales, en donde es eliminado por La Equidad. En el Finalización vuelve a clasificar a los play-offs, esta vez como cuarto clasificado; en cuartos de final elimina a Envigado FC por penales y en semifinal cae por penales ante Junior, quien a la postre sería el campeón de ese torneo, lo que privó al equipo azul de volver a la Copa Libertadores. 
Ese mismo año, Millonarios ganó su segunda Copa Colombia oficial en 2011 luego de varios años de lucha, en la fase de grupos, en el Grupo D, quedó primero superando a los equipos de Santa Fe, Centauros Villavicencio, La Equidad, Academia y Bogotá F. C., luego en octavos de final eliminó a Uniautónoma, en cuartos de final al Deportes Tolima, en la semifinal al Junior y en la gran final al Boyacá Chicó. Lo venció en ambos partidos por marcador de 1-0, en Tunja y Bogotá, para un global de 2-0, convirtiéndose en el equipo con más Copa Colombia en ese momento y el primer equipo en clasificarse a la Copa Sudamericana 2012. Ese mismo año, y para evitar la quiebra, el club se había reconstituido en una sociedad anónima llamada Millonarios Fútbol Club, que sacó acciones a la venta y fue capitalizada.
Después de casi 24 años sin lograr el título de campeón de Liga (18 de diciembre de 1988 - 16 de diciembre de 2012) y tras una gran campaña en la fase regular del Torneo Finalización 2012 o fase todos contra todos, el elenco Embajador clasifica con 3 fechas de anticipación a los cuadrangulares semifinales. Los Azules empiezan con dificultades esta fase definitiva del torneo: perdieron consecutivamente con Junior y Deportivo Pasto, obligando al equipo dirigido por el tolimense Hernán Torres a conseguir mínimo tres victorias en los cuatro encuentros restantes. Con la dificultad adicional de estar disputando simultáneamente la semifinal de la Copa Sudamericana 2012, Millonarios llegó a la primera posición en el grupo A de los cuadrangulares después de derrotar al Deportes Tolima como local y como visitante y al Deportivo Pasto como local. De esta forma se consolidó para la última fecha de los cuadrangulares como el único equipo del grupo que depende de sus mismos resultados para clasificar a la final. Sin embargo, el cuadro embajador solo logró empatar 0-0 con el Junior en Bogotá y quedó dependiendo del resultado del partido entre Deportivo Pasto y Deportes Tolima, el cual se jugaba a la misma hora. Momentos más tarde del final del compromiso en Bogotá, Pasto y Tolima empatarían con un marcador de 1-1, resultado que clasifica a Millonarios a la gran final. El rival que lo esperaba era el Independiente Medellín.
El partido de ida fue en Medellín finalizando en un esperanzador 0-0. El partido de vuelta se realizó en Bogotá en el cual Los Embajadores se fueron al entretiempo con una victoria obtenida en los minutos de reposición por un gol de Wilberto Cosme, pero al iniciar el segundo tiempo el Independiente Medellín logró el empate, lo que obligó a la definición desde el punto penal después de ser anulado un gol de Wason Renteria (Millonarios). La serie de penales quedó empatada 4-4 lo que hizo que el partido se definiera por la llamada muerte súbita la cual le dio la victoria a Millonarios por una atajada del arquero Luis Delgado.
Después de la conquista de su estrella número 14 Millonarios consolida su participación en las fases finales de la liga, no obstante quedando a puertas de la gran final, ocurriendo esto en el Torneo Apertura 2013 ante Santa Fe en cuadrangulares al quedar segundo del Grupo A con 10 puntos, luego el Torneo Apertura 2014 ante Atlético Junior en semifinales, Torneo Apertura 2015 ante Deportivo Cali en semifinales, Torneo Apertura 2016 ante Atlético Junior en cuartos de final, Torneo Finalización 2016 ante Atlético Nacional en cuartos de final, y Torneo Apertura 2017 cayó eliminado por segunda vez consecutiva a manos de Atlético Nacional en semifinales.
Sin embargo la mala suerte del club cambiaría en el Torneo Finalización 2017, con un nuevo título. De la mano del técnico argentino Miguel Ángel Russo Millonarios culmina la fase regular del campeonato con 36 puntos producto de 10 victorias y 6 empates en 20 partidos disputados, lo cual colocó al club en la cuarta posición siendo preclasificado como cabeza de serie en los cuartos de final. 

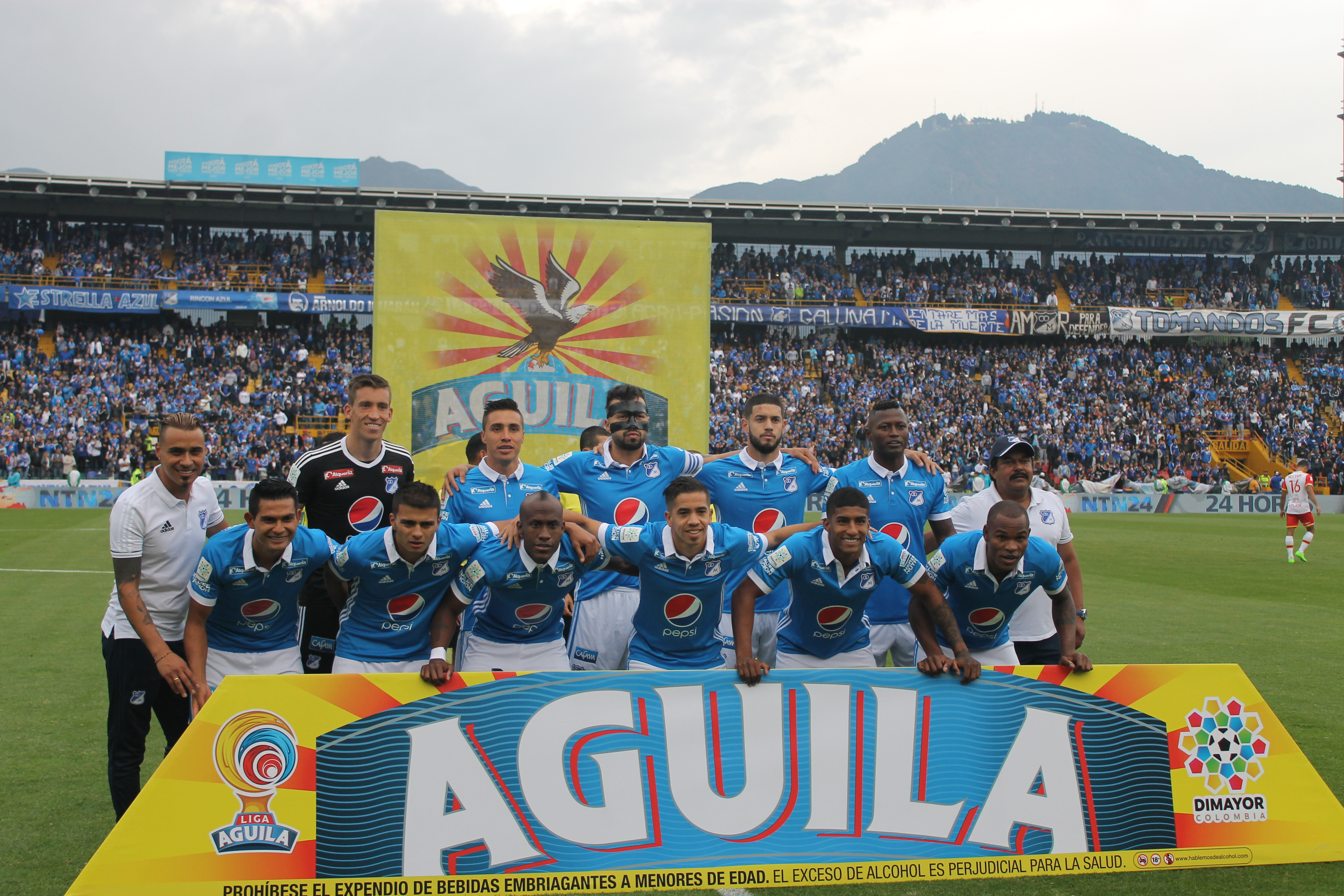
Equipo campeón del Torneo Finalización 2017

En esta instancia se enfrenta al equipo de La Equidad, con resultado de 1-1 en la ida, gol de Ayron del Valle y 2-1 en la vuelta, goles de Andrés Cadavid y David Mackalister Silva, lo que le permite al equipo embajador el paso a la semifinal donde se enfrenta al América de Cali, ganando en Cali con marcador de 2-1, con anotaciones de Ayron del Valle y David Mackalister Silva, y empatando 0-0 en Bogotá consiguiendo así el ansiado cupo a la gran final, la cual disputó con su eterno rival Independiente Santa Fe. En el partido de ida consigue una ligera victoria tras un gol de cabeza de Matías De Los Santos, sentenciando el marcador de 1-0 a favor de los Albiazules. El partido de vuelta es disputado el 17 de diciembre donde Independiente Santa Fe ofició de local. El primer tiempo terminó con una ventaja de 1-0 gracias a un penal cobrado por Wilson Morelo. En el segundo tiempo el capitán Andrés Cadavid empata el compromiso con un remate de cabeza tras un centro de Juan Guillermo Domínguez, el que hasta ese momento le daba el título a Millonarios. Sin embargo, a los 82 minutos, Wilson Morelo anota el 2-1 para Santa Fe, lo que obligaba a la definición desde el punto penal, Millonarios persiste y 3 minutos más tarde el jugador Henry Rojas pesca un rebote de la zaga cardenal, saca un remate de media distancia que pasa entre las piernas de Sebastián Salazar, sobre la cabeza de Héctor Urrego y vence a Robinson Zapata, empata el compromiso y le da el título a Millonarios gracias al resultado global, estampando su estrella número 15 y reafirmándose como uno de los equipos más laureados del fútbol colombiano.
El 31 de enero de 2018 se enfrentó al Atlético Nacional en el Estadio El Campín de Bogotá para definir al campeón de la Superliga de Colombia 2018. El equipo dirigido por Hugo Gottardi empataría sin goles ante el campeón del Torneo Apertura 2017, dejando la definición del título en la ciudad de Medellín
El partido de vuelta se juega el 7 de febrero en el Estadio Atanasio Girardot de Medellín. El primer gol del encuentro sería para el rival, a los 21 minutos Andrés Rentería vence a Wuilker Faríñez y decreta el 1-0. No obstante, al minuto 34, el delantero paraguayo, Roberto Ovelar marca el 1-1 tras recibir una asistencia de Jair Palacios. El primer tiempo termina con el 1-1 en el marcador. En el segundo tiempo Atlético Nacional consigue acercarse varias veces con peligro de gol al arco de Wuilker Faríñez sin lograr concretar, sin embargo, sería Millonarios quien tomara la ventaja a pesar de la presión del rival. Roberto Ovelar intercepta una intención de pase de Carlos Cuesta en salida, y al ver que Fernando Monetti se encontraba adelantado decide tirarle un balón englobado que termina convirtiendo en el gol para la ventaja y posterior victoria 2-1. Millonarios termina una mala racha de 7 años sin poder ganarle a Atlético Nacional en el Estadio Atanasio Girardot y además ganaría por primera vez en su historia el trofeo de la Superliga.
El club informó el 5 de noviembre de 2018 que luego de los malos resultados que desencadenaron la eliminación de los torneos en los que compitió durante el 2018, el estratega argentino Miguel Ángel Russo no continuaría con el equipo azul. El día 13 de noviembre de 2018 se confirma como nuevo entrenador de Millonarios a Jorge Luis Pinto.
En la temporada 2019 del fútbol colombiano, Pinto consigue el mejor arranque de la historia del club desde que se disputan torneos semestrales. En el Torneo Apertura 2019, el equipo se consolida en el primer puesto de la tabla, terminando la fase de todos contra todos con 39 puntos. En los cuadrangulares queda ubicado en el Grupo A, junto con Deportivo Pasto, América de Cali y Unión Magdalena. A pesar de la buena campaña, termina segundo en los cuadrangulares por detrás del Deportivo Pasto.
En Copa Colombia termina la fase de grupos con 16 puntos, 10 goles a favor y 3 en contra, clasificando invicto a octavos de final del torneo, en el que es eliminado por el Deportivo Independiente Medellín, al perder 2-1 en Medellín y empatar 2-2 en Bogotá.
En el Torneo Finalización 2019, Millonarios no tuvo el mismo rendimiento y los refuerzos que llegaron al plantel no funcionaron como se esperaba. Sin embargo, se mantuvo en la parte alta de la tabla hasta la mitad del torneo cuando comenzó a decaer y finalmente quedó eliminado. El 30 de octubre de 2019, Pinto deja el cargo luego de la eliminación de Millonarios de los cuadrangulares semifinales.

#### Década de 2020: el 'Proceso Gamero'
El 3 de diciembre de 2019, luego de la salida de Jorge Luis Pinto, Millonarios anunció a Alberto Gamero como nuevo Director Técnico. Su cuerpo técnico fue conformado por miembros con pasado albiazul: los asistentes técnicos Cerveleón Cuesta y Orlando Rojas; y Arnoldo Iguarán como preparador de delanteros. Además, el 11 de diciembre de 2020 se confirmó que Ricardo 'Pitirri' Salazar sería nuevo director deportivo del equipo, en reemplazo de Norberto Peluffo. Así se dio inicio a una etapa que fue definida por la prensa como el 'Proceso Gamero' marcado por elogios a su buen juego pero también críticas por sus eliminaciones.
Bajo el mando de Gamero, y luego de una participación en la liga 2020 en la que no clasificó a la fase final, el equipo consigió ser finalista del Torneo Apertura 2021, luego de vencer a América de Cali, vigente campeón, en cuartos de final, y al Junior en semifinales. Sin embargo, cayó ante el Deportes Tolima en el partido de vuelta de la final, obteniendo así el primer subtítulo de la 'era Gamero'.

Para 2022, el equipo contó con la contratación de Álvaro Montero, arquero que, precisamente, fue campeón con Tolima en el año inmediatamente anterior, y para el segundo semestre, sumó nombres de experiencia como Luis Carlos Ruiz y Daniel Cataño. En este año, Millonarios obtuvo su primer título bajo las órdenes de Alberto Gamero, derrotando al Junior en la final de la Copa Colombia, y sumando así la tercera conquista de este torneo al palmarés del club. Esta conquista se dio gracias a los goles de Luis Carlos Ruiz y del capitán David Mackalister Silva.

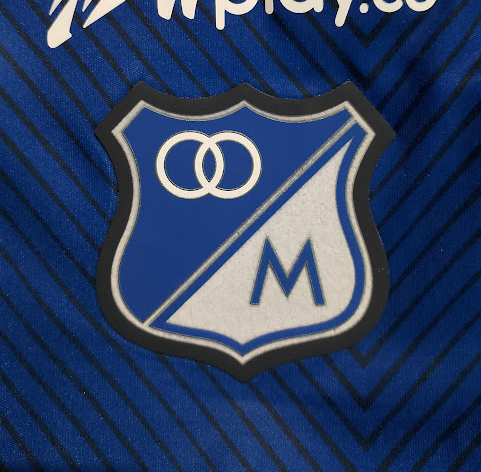
Escudo de la camiseta con la que Millonarios se consagró campeón.

Al año siguiente, el equipo reincorpora a Fernando Uribe, goleador de la institución en torneos cortos (al momento), el volante Daniel Giraldo, con un breve paso en 2021, y al goleador y campeón del Torneo Finalización 2022, Leo Castro. En el primer semestre del año Millonarios obtuvo su estrella número 16 al vencer a su máximo rival, Atlético Nacional en la final del Torneo Apertura 2023. Luego de una brillante campaña en la que Millonarios acabó la fase regular como segundo de la tabla, con 38 puntos, encabezó el Cuadrangular B junto a América de Cali, Independiente Medellín y Boyacá Chicó. Con 13 puntos en 6 partidos, el equipo 'embajador' se confirmó en la final en la última fecha de los cuadrangulares semifinales, luego de derrotar al 'poderoso' en el estadio El Campín.
El partido de ida disputado en la ciudad de Medellín, el 21 de junio, terminó con un empate a cero goles, dejando la resolución del título en el partido jugado en Bogotá el 24 de junio. En dicho partido tomó ventaja Atlético Nacional con gol de Jefferson Duque al minuto 31, sin embargo el defensor 'embajador' Andrés Llinás anotó el empate al minuto 70. Luego de mantenerse el 1-1, el partido llegó a la definición por tiros desde el punto penal, donde con una gran actuación de Álvaro Montero, que atajó dos penales, y con un cobro decisiivo de Larry Vásquez, Millonarios se consagra como Campeón del Torneo Apertura 2023, obteniendo así un cupo para la Copa Libertadores 2024 y la Superliga de Colombia 2024.

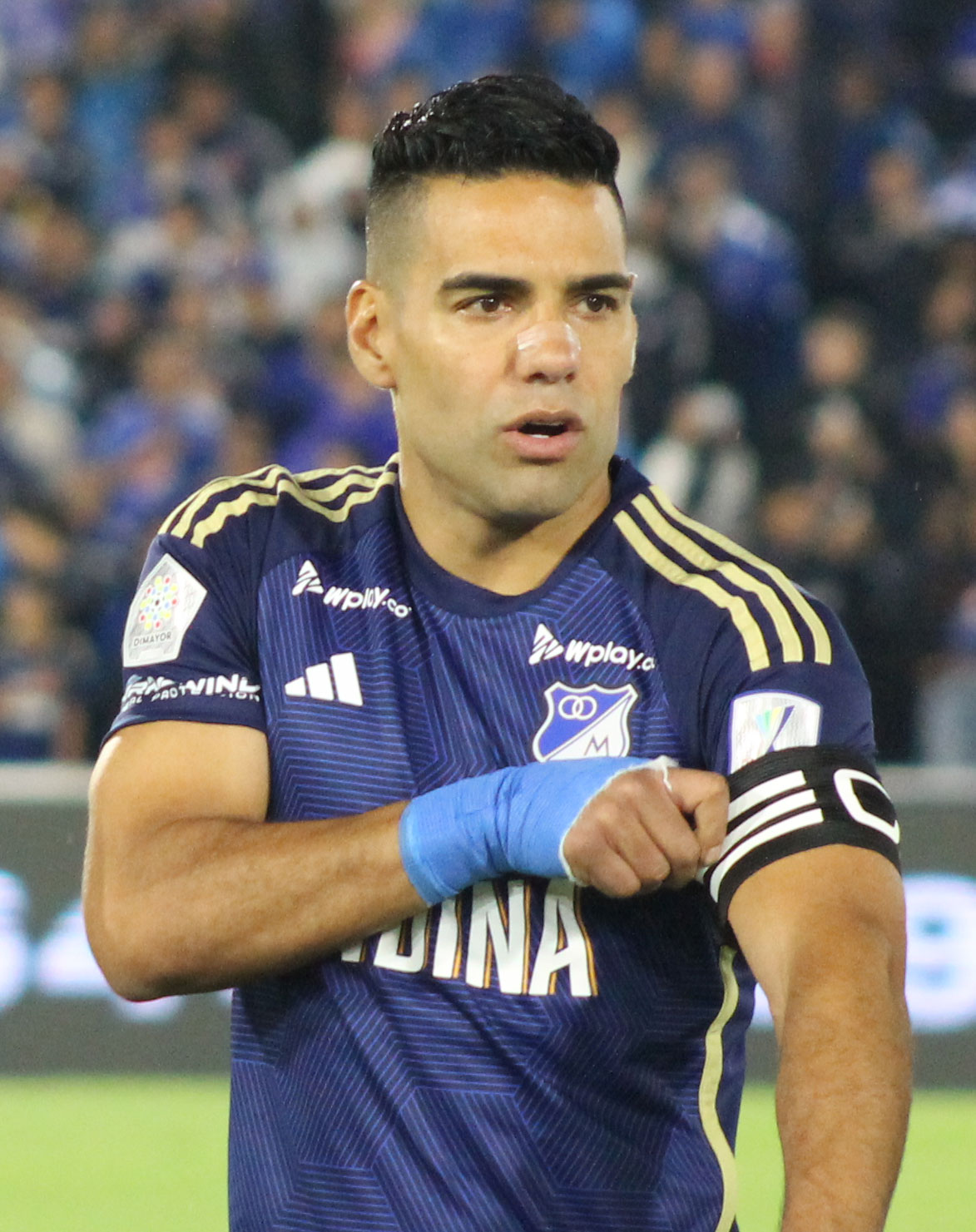
Radamel Falcao, capitán de Millonarios de 2024 a 2025.

En 2024 Millonarios obtiene su segundo título de Superliga al derrotar al Junior en el partido de vuelta de la final con goles de Leonardo Castro y Santiago Giordana. Con esta conquistá, Millonarios sumó su título número 22 a su palmarés, y el tercero bajo el mando de Alberto Gamero. La campaña del primer semestre del año estuvo marcada por la irregularidad del equipo, que no consiguió ser finalista, y realizó una cuestionada actuación en la Copa Libertadores. Aún a pesar de esto, se mantuvo la confianza en el entrenador Alberto Gamero y a su equipo se sumaron varios refuerzos, entre ellos, el goleador histórico de la Selección Colombia, Radamel Falcao García. 
A pesar de las contrataciones realizadas, y del respaldo brindado a Gamero, Millonarios no consiguió clasificar a la final del Torneo Finalización 2024, y fue eliminado en octavos de final de la Copa Colombia por el Atlético Bucaramanga. Dicha situación, sumado a las actuaciones de Millonarios en el primer semestre, generaron una ruptura entre un sector de la hinchada con el director técnico Alberto Gamero, lo cual llevó a que el 31 de diciembre de 2024 el entrenador samario anunciara su renuncia al equipo tras 5 años al mando del equipo.
Al año siguiente, el equipo presentó al director técnico David González, y además, anunció la renovación de Radamel Falcao por seis meses más. Sin embargo, y a pesar de una buena campaña, y un llegar a la última fecha de cuadrangulares dependiendo de sí mismo, Millonarios nuevamente perdió el cupo a la final en la fecha 6 de los cuadrangulares semifinales. Tras dicha eliminación, Millonarios sufrió un revolcón en su nómina que incluyó la salida del capitán Radamel Falcao, y de los jugadores Álvaro Montero y Daniel Cataño, jugadores destacados en la obtención de la estrella 16 de Millonarios en 2023.  Esto, sumado a las críticas a la gestión realizada por el director deportivo Ricardo Pérez, el presidente Enrique Camacho, y al máximo accionista Gustavo Serpa, llevó al club a afrontar una nueva época de confrontación entre directivos e hinchada, marcada por las protestas con pancartas y cánticos de desaprobación a la junta directiva del equipo.

## Símbolos del club

### Escudo
El escudo de Millonarios es el emblema oficial del club, el cual se emplea para identificar al club 'embajador'. En sus inicios, cuando el equipo se llamaba Club Municipal de deportes, se adoptó como escudo aquel que pertenecía a la municipalidad, además de emplear los colores oficiales, blanco y negro. Desde su fundación como Club Deportivo Los Millonarios el escudo ha mantenido los siguientes elementos: silueta de piel de toro o casulla, la cual se mantiene hasta la actualidad; una partición de tajado, mostrando en la parte superior el color azul y en la inferior el color blanco; en la parte superior posan dos aros blancos entrelazados, y en la parte inferior posa la letra 'M', de Millonarios. Anteriormente estaban las siglas 'CM', haciendo referencia a su antiguo nombre, Club Municipal. Con la refundación del equipo, a Millonarios Fútbol Club, en 2011, se añadió un borde dorado al escudo, que se mantuvo hasta la temporada 2015, donde este fue suprimido.
| Evolución del escudo | Evolución del escudo | Evolución del escudo | Evolución del escudo | Evolución del escudo |
| -------------------- | -------------------- | -------------------- | -------------------- | -------------------- |
| 1938 - 1939          | 1944 - 1946          | 1946                 | 1946 - 1955          | 1956 - 1974          |
|                      |                      |                      |                      |                      |
| 1975                 | 1976                 | 1977 - 1985          | 1986-1990            | 1991-1993            |
|                      |                      |                      |                      |                      |
| 1994-1996            | 1996[1]              | 1997-1999            | 2000-2002            | 2003-2006            |
|                      |                      |                      |                      |                      |
| 2006[2]              | 2007-2008            | 2009-2011            | 2011[3]              | 2011-2012[4]         |
|                      |                      |                      |                      |                      |
| 2012-2014            | 2015                 | 2016[5]              | 2017-2021            | 2017-2018[6]         |
|                      |                      |                      |                      |                      |
|                      | 2021 - 2022          | 2022                 | 2023-presente        |                      |
|                      |                      |                      |                      |                      |

Nota1: Escudo especial para el 50 aniversario del club.
Nota2: Escudo especial para el 60 aniversario del club.
Nota3: Escudo edición especial en conmemoración a la época de El Dorado.
Nota4: Escudo de transición utilizado entre 2011 y 2012 con motivo del paso de Club Deportivo Los Millonarios a Millonarios Fútbol Club.
Nota5: Escudo especial para el 70 aniversario del club.
Nota6: Escudo utilizado en algunas prendas de competencia entre 2017 y 2018.

### Bandera

Bandera oficial de Millonarios

La bandera oficial reúne los dos colores tradicionales de Millonarios, el Azul y el Blanco; están distribuidos horizontalmente en dos franjas de igual tamaño, el azul en la parte superior y el blanco en la inferior. El azul representa el cielo y el mar, lo cual simboliza la grandeza de la historia del club y la gran cantidad de hinchas que tiene el equipo por todo el mundo, así como su fidelidad y el amor que ellos tienen hacia la institución. El blanco representa la paz, el optimismo, la frialdad, la serenidad y el juego limpio que tiene que haber en cada partido que juegue Millonarios.

### Himno
El himno oficial del club fue escrito por Manuel Briceño Pardo y compuesto por Óscar Sache. El 11 de julio de 2016, en conmemoración de los 70 años del club, se presentó la "Cancion oficial" del club, la cual se emplea antes de los partidos en el estadio y en medios oficiales.
| Himno |
| |
| (Coro) Millonarios, cumplamos la cita; que es la nuestra una cita de honor: Millonarios, el tiempo corona solo aquel que en la cancha es mejor. I A vencer, Millonarios marchemos, nuestra hinchada ya colma el Campín y la azul camiseta de gloria la lucha sabremos cubrir. II Tras la partida si fue adverso el marcador y te afliges compañero por haber fallado el gol; nada te importe esa mala suerte de hoy; mira que hay desquite y eres maestro del fútbol. (Coro...) Millonarios, cumplamos la cita que es la nuestra una cita de honor, Millonarios, el tiempo corona solo aquel que en la cancha es mejor. IV Millonarios, la envidia nos hiere; nos acecha cobarde el rencor Millonarios, recuerdes que somos once amigos, solo un corazón. |
| |

### Mascota
Aunque Millonarios no posee actualmente mascota oficial en el pasado ha adoptado algunas ideas. La primera nace en el año 1984 de mano del presidente del club de ese entonces, Edmer Tamayo. Se presenta un oso polar blanco de hocico azul junto a las porristas el 13 de junio de 1984. La mascota sería posteriormente descartada, debido a su impopularidad. En el año 2000, gracias al programa de Citytv, 'Sin amarillo, azul y rojo' se elige a la nueva mascota ganadora de un concurso entre cerca de 300 personas. La mascota es bautizada 'Millo'. Millo tiene su primera aparición el 20 de agosto del 2000. Sin embargo, tampoco sería bien acogido, por lo que con el paso del tiempo terminaría desapareciendo.
Para el año 2016 se retoma la idea de implementar una mascota al equipo, por lo que se lanza un concurso dirigido a la hinchada en busca de propuestas. Se eligen 4 finalistas entre los ponentes del concurso y se dejan a votación del hincha para elegir la propuesta ganadora, pero debido al descontento de los seguidores, e incumplimiento de términos y condiciones, se da por cancelado el concurso. Nuevamente, el 19 de marzo de 2019 se hace un concurso abierto a la hinchada para elegir la mascota del equipo.

## Indumentaria

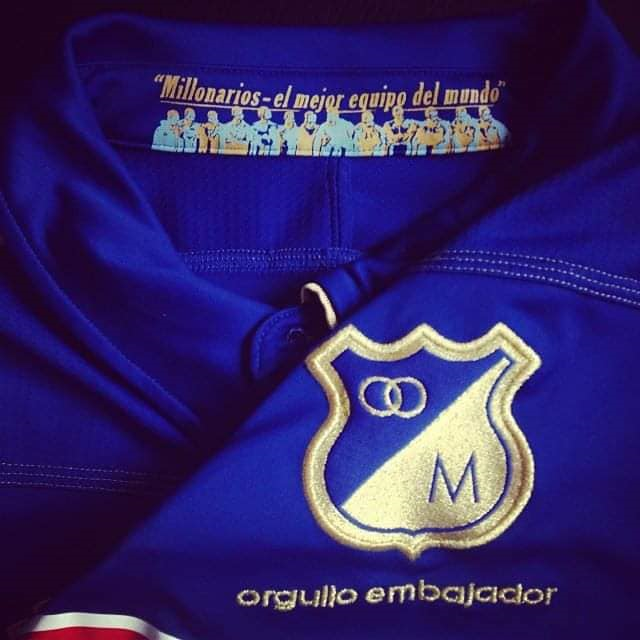
Camiseta conmemorativa de Millonarios (Adidas) en homenaje al Ballet Azul de (El Dorado).

Históricamente el uniforme de Millonarios usa los colores azul y blanco. No obstante, en sus inicios en 1938, cuando el club era conocido como el Club Municipal de Deportes, vestía con camiseta blanca, pantaloneta y medias negras, que en esa época eran los colores oficiales de la ciudad de Bogotá. El color azul llegó a la institución en 1939, tomando inspiración de los colores del Club Atlético Tigre de Argentina, que luego, por pedido de Manuel Briceño Pardo añadió la pantaloneta blanca y medias azules, creando así la combinación actual que ha usado Millonarios a lo largo de su historia, con apenas contadas modificaciones. A partir de la temporada 2009, y hasta la actualidad, la indumentaria de Millonarios es confeccionada por la multinacional alemana Adidas, que ya había vestido al club entre 1984 y 1987 y después en un breve paso en el año 1996.
| Primer uniforme | (Ver evolución) | Uniforme actual |  |

| Uniformes Actuales | Uniformes Actuales | Uniformes Actuales | Uniformes Actuales | Uniformes Actuales | Uniformes Actuales | Uniformes Actuales | Uniformes Actuales | Uniformes Actuales | Uniformes Actuales |
| ------------------ | ------------------ | ------------------ | ------------------ | ------------------ | ------------------ | ------------------ | ------------------ | ------------------ | ------------------ |
| Titular            | Alternativo        | Tercero            | Portero 1          | Portero 2          | Portero 3          | Entrenamiento 1    | Entrenamiento 2    | Presentación 1     | Presentación 2     |
|                    |                    |                    |                    |                    |                    |                    |                    |                    |                    |

## Rivalidades

### Con Independiente Santa Fe: Clásico bogotano

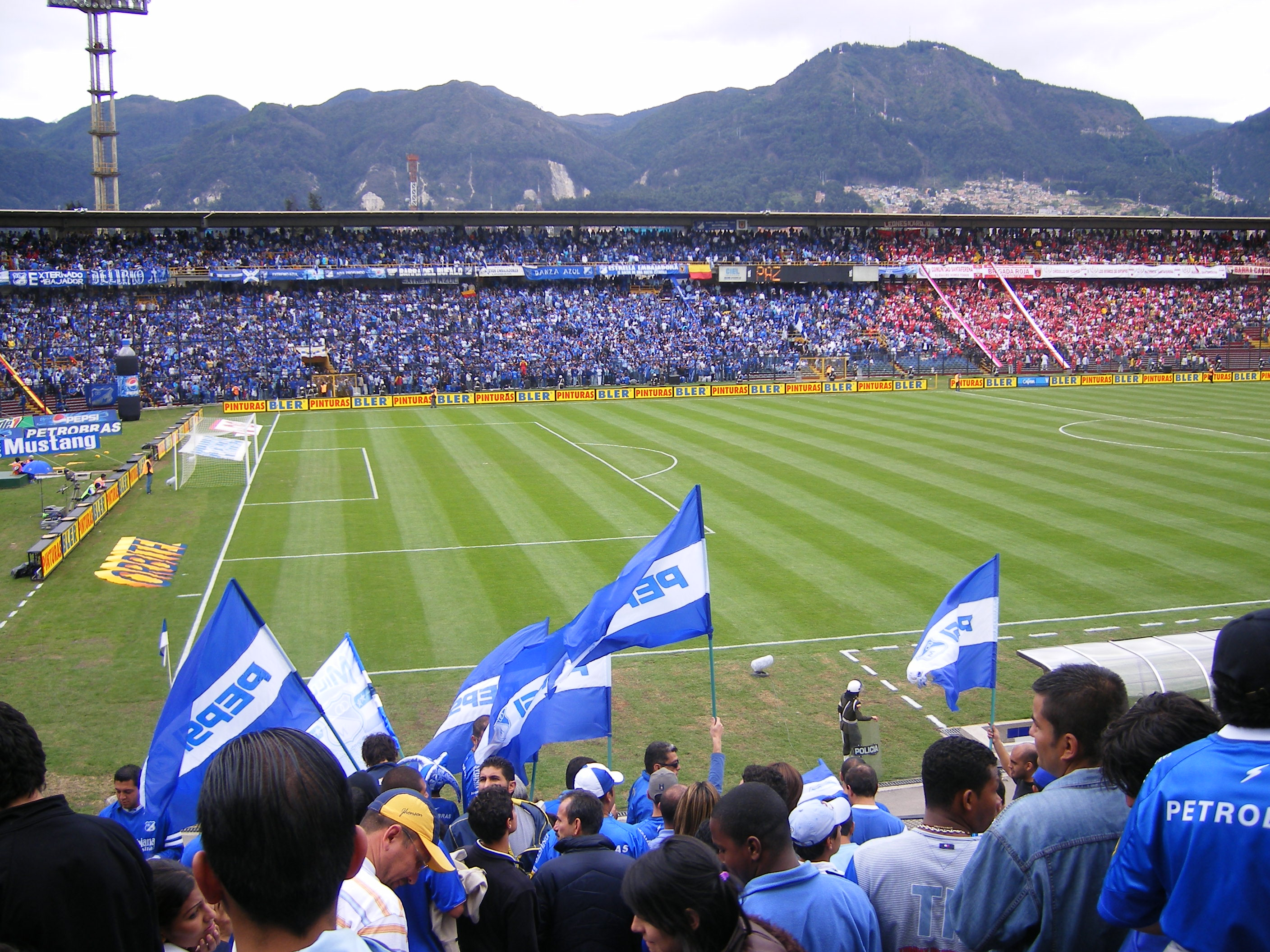
Clásico bogotano en el Campín

Millonarios y Santa Fe protagonizan el único clásico regional que se ha jugado sin interrupciones durante todas las temporadas del fútbol de primera división en Colombia, el clásico bogotano.
Los antecedentes de este clásico tienen su origen durante la década anterior a surgir el fútbol profesional en Colombia, ambos equipos eran muy reconocidos en el ámbito futbolístico bogotano y nacional. El primer clásico oficial en el profesionalismo se jugó el 19 de septiembre de 1948 con victoria para Santa Fe por 5:3. La primera victoria de Millonarios en el profesionalismo fue el 16 de octubre de 1949, por marcador de 6:3, con tres anotaciones de Alfredo Di Stéfano, mientras que Adolfo Pedernera, Alcides Aguilera e Ismael Soria anotaron los otros tres goles.
El 16 de septiembre de 2007, Millonarios completo 100 victorias en sus enfrentamientos en el clásico bogotano ante Santa Fe en el clásico 248. En la actualidad el número de triunfos en Liga por parte de Millonarios es de 129 contra 85 de Santa Fe, por lo que la diferencia de triunfos de los azules, es de más de 40 partidos. Tendencia que se ha mantenido en los últimos años.
A partir del año 2015 Millonarios mantuvo una racha sin perder ante su rival de patio Santa Fe con tres empates y seis victorias. La más destacada en el Torneo Apertura, cuando Millonarios eliminó a Santa Fe de los 8 clasificados en la última fecha de la fase regular con un marcador de 1-3. Los goles fueron convertidos por Román Torres, Fernando Uribe y Rafael Robayo.
El 19 de marzo de 2017 Millonarios corto un invicto de 22 fechas del cuadro cardenal. Millonarios ganaría con marcador de 3-0 con goles de Andrés Cadavid, Ayron del Valle y Deiver Machado. El 13 de diciembre del mismo año, el cuadro embajador y el cardenal se encuentran en la final del Torneo Finalización 2017. En el partido de ida, donde Millonarios ofició de local, se llevó la victoria tras un gol de cabeza de Matías De Los Santos. En la vuelta, jugada el 17 de diciembre, Millonarios remonta dos veces un resultado adverso, primero con un gol de Andrés Cadavid, y finalmente con uno de Henry Rojas, para un global de 3-2, con el cual obtiene su estrella número 15.
Las mayores victorias de Millonarios en el clásico capitalino fueron dos triunfos por marcador de 6:0, el primero conseguido el 29 de junio de 1952 con goles de Alfredo Castillo, Alfredo Di Stéfano, dos de Antonio Báez, uno de Reinaldo Mourin y un gol olímpico de Adolfo Pedernera. Volvió a ganar por 6:0 a Santa Fe, el 29 de agosto de 1954, con goles de Rubén Deibe, Liborio "Leticiano" Guzmán, Oscar Contreras Rossi y tres anotaciones de Julio "Stuka" Ávila. Así mismo, logró varios triunfos por 6:1 y 5:0.[cita requerida] Entretanto que sufrió su derrota más abultada el 23 de febrero de 1992, con un marcador de 3:7 (Goles para Santa Fe de Daniel Tilger x 3, Adolfo Valencia x 2, Francisco Wittingham y Félix Hurtado. Goles para Millonarios de José Manuel Díaz, Peter Méndez y Ariel Cuffaro Russo).
Los mayores anotadores en la historia del clásico bogotano son los argentinos Miguel Ángel Converti (14 goles con Millonarios y 1 con Santa Fe) y Alfredo Castillo (15 goles con Millonarios), y el colombiano Leider Preciado, jugador de Santa Fe (15 goles con Santa Fe). El único jugador de Millonarios que hizo 2 tripletas en el clásico de la capital es Alfredo Di Stéfano en 1949 y 1951 respectivamente, mientras que Leider Preciado consiguió 1 tripleta el 22 de agosto de 2004 minutos 37, 62 y 80. El 24 de marzo del 2012 Humberto Osorio, jugador de Millonarios, marcó una tripleta contra Santa Fe en la derrota embajadora por 4-3.

### Con Deportivo Cali: Clásico Añejo
El llamado «Clásico Añejo» es una rivalidad muy antigua en el fútbol colombiano, protagonizada entre Millonarios y el Deportivo Cali. Este encuentro fue de lejos el partido más importante del país, considerado el "Súper Clásico de Colombia" durante las décadas de los 60s y 70s. En 1980, la crisis económica de Millonarios, la sequía de títulos de los azucareros, la consolidación de Atlético Nacional y la aparición de América de Cali como rival de ambos equipos, fueron los causantes de la decadencia de este clásico.
Es el partido más parejo en Colombia, siendo uno de los más importantes en la historia del Fútbol Profesional Colombiano, debido a sus grandes disputas deportivas en la lucha por los títulos y los brillantes jugadores que han pasado por sus nóminas. Entre estos equipos se han disputado los títulos de 1949, 1959, 1961, 1962, 1963, 1967, 1969, 1972, 1978 y 1995/96, más la Copa Colombia de 1962/63.

### Con Atlético Nacional: Superclásico del Fútbol Colombiano
Es una de las rivalidades más fuertes del fútbol profesional colombiano, el partido que más estrellas reúne con 34 en total, 16 estrellas para Millonarios y 18 estrellas para Atlético Nacional. También enfrenta a los dos equipos con más títulos oficiales en Colombia con 59 títulos en total. Hasta la fecha Millonarios y Nacional se han enfrentado 299 veces: Millonarios ganó 113 veces, Atlético Nacional ganó 85 veces y empataron 101 veces.

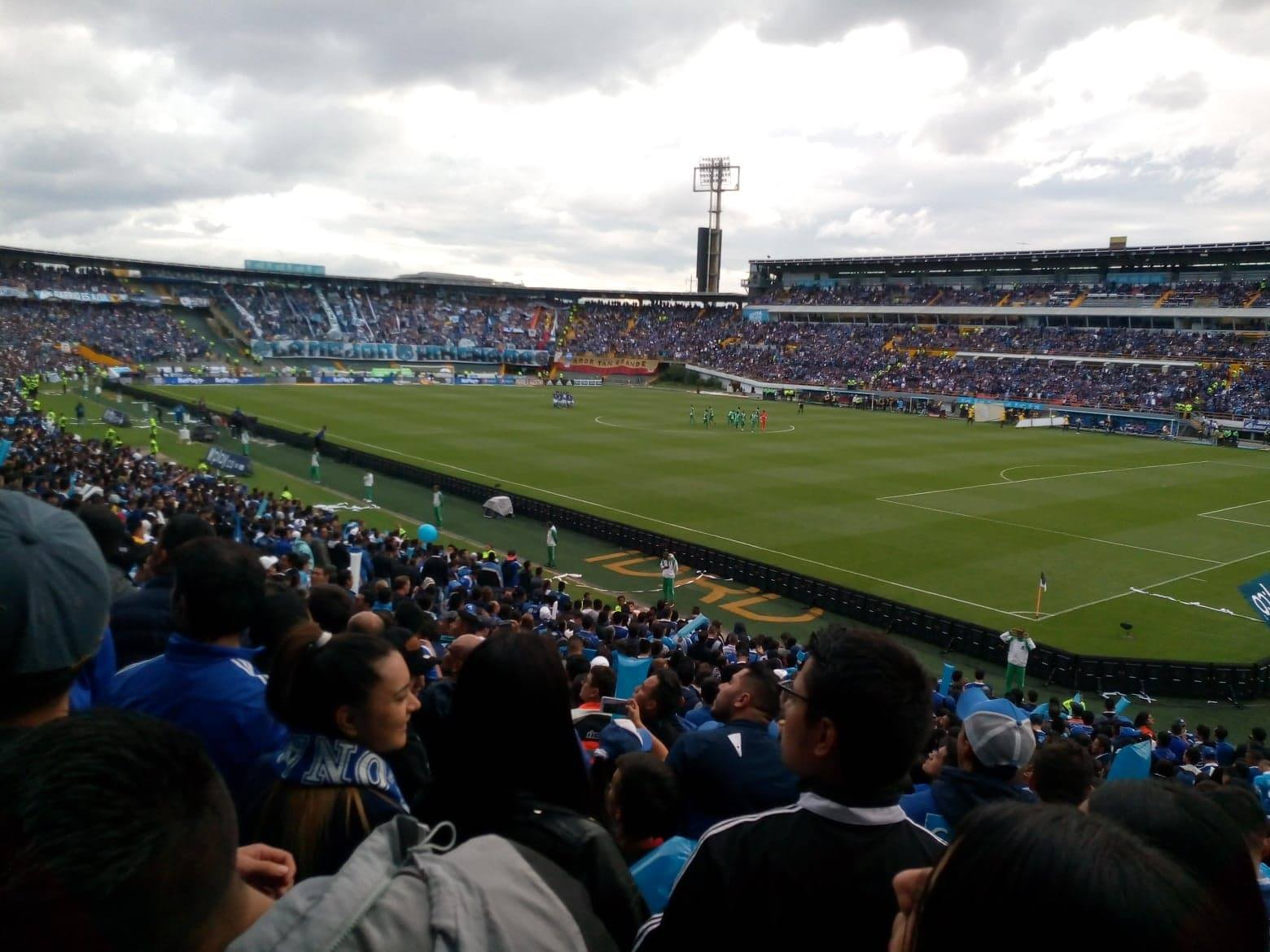
Acto protocolario en el estadio El Campín previo a un clásico entre Millonarios y Atlético Nacional.

El 12 de junio de 1949 Millonarios goleó 6 a 0 a Atlético Nacional en Bogotá. Pedro Cabillón marcó tres goles y la cuenta la completó Alfredo Castillo, Alcides Aguilera y Carlos Mosquera.
La rivalidad tuvo sus primeras briznas en la década de 1970 cuando ambos equipos pelearon palmo a palmo los campeonatos de 1971, 1972, 1973, 1974, 1976 y 1978, con dos títulos para cada escuadra (Millonarios fue campeón en 1972 y 1978, en ambos títulos fueron claves los triunfos sobre Atlético Nacional en la final).
Pero el juego recién se convirtió definitivamente en un gran clásico luego de las disputas por las contrataciones de varios jugadores en 1986 y 1987 y el Campeonato que Millonarios ganó a Atlético Nacional en 1988 que le permitió alcanzar su estrella 13 (en 1987 ganó casi todos los torneos que jugó y ganó consecutivamente el torneo Finalización tres veces, en 1986, 1987 y 1988).       
En 1989 se compartieron de nuevo grupo en la Copa Libertadores de América. Millonarios llegó invicto a cuartos de final, instancia en la que se enfrentó al Atlético Nacional, cayendo en Medellín 1:0 y la vuelta, disputada en el Estadio Nemesio Camacho El Campín de Bogotá terminó empatada 1:1, con arbitraje del chileno Hernán Silva.
En 1994, durante el cuadrangular final del torneo colombiano, Atlético Nacional con un gol a falta de 10 minutos para finalizar el clásico Paisa, le arrebata el título a los embajadores, que habían ganado su encuentro contra el América, en la ciudad de Bogotá por 3 goles a 0.
En 1995, pareció repetirse la historia por Copa Libertadores: Millonarios volvió a ganar su grupo en la primera ronda, con un empate contra Atlético Nacional en Medellín y una victoria en Bogotá; continuó avanzando rondas y en la instancia definitiva, los dos equipos revivieron su enfrentamiento de 1989. En esa instancia ganaron los verdolagas. En ambas campañas llegó a cuartos de final de la Copa Libertadores.
En 1996 por el Torneo Colombiano, Millonarios lo venció 5 veces consecutivas, en la fase regular y tanto de local como de visitante en los cuadrangulares semifinales y en el cuadrangular final (hecho sin antecedentes entre dos equipos grandes en el país), pero su sueño de ser campeón se vio frustrado nuevamente porque en la ciudad de Cali, el América empató con el Deportivo Cali y así por diferencia de Bonificación, el equipo azucarero se queda con el título colombiano. En 1997 lo golea 4:0 con tres goles de Ricardo Pérez.
En el año 2000 Atlético Nacional y Millonarios disputaron la final de la Copa Merconorte 2000 donde empataron en Bogotá 0-0 y en Medellín el equipo paisa ganó 2-1 el 9 de noviembre para así Atlético Nacional consagrarse campeón.
Posteriormente desde el 14 de mayo de 2000 cuando le gana por 4:3, transcurrieron seis años de sequía para Millonarios en los cuales no vio ningún triunfo frente a Atlético Nacional. El 14 de octubre de 2006 el equipo bogotano rompió esta racha con un triunfo 2:0 como local, para caer en el enfrentamiento posterior, de nuevo en su estadio, por un marcador de 1:0.
Pasaron nueve años (desde su triunfo 1:2 en la Copa Merconorte de 1998) para que el conjunto azul derrotara a Atlético Nacional en Medellín. Fue el 5 de septiembre de 2007 con marcador de 2-3, en juego válido por la Copa Sudamericana. Los tantos del conjunto capitalino fueron marcados por Jonathan Estrada y Ricardo Ciciliano (en dos ocasiones). Aquel entonces Atlético Nacional era el campeón del fútbol colombiano y Millonarios marchaba último del Finalización 2007. Esa noche marcó el debut de Mario Vanemerak como entrenador de Millonarios. El partido de vuelta en Bogotá terminó con un empate sin goles, permitiendo que Millonarios se clasificara para octavos de final de la competición, eliminando al equipo Antioqueño.
La mala racha de 15 años sin derrotar a Atlético Nacional en Medellín por torneo local terminó la noche del 2 de noviembre de 2011 con un triunfo 2-0, con goles de Luis Mosquera y Edison Toloza.
En el año 2013, se enfrentarían nuevamente en una final el embajador y el verdolaga, esta vez por copa Colombia, en el cual empatarían en el partido de ida en la ciudad de Bogotá, con un marcador de 2-2, para posteriormente terminar el partido de vuelta en la ciudad de Medellín con un resultado de 1-0 a favor del equipo antioqueño.
Millonarios fue goleado 5 a 0 por Atlético Nacional el 10 de agosto de 2014, en la que se constituye como la mayor goleada recibida por el equipo azul frente al equipo verde hasta el momento.
En el año 2016 se enfrentarían en cuartos de final el embajador y el verdolaga, esta vez por el torneo Colombiano, en el cual ganó el azul en el partido de ida en la ciudad de Bogotá, con un marcador de 2-1, en el partido de vuelta en Medellín Millonarios cayo 3-0 contra Nacional que jugó con toda nómina, ya que no pudo disputar la final de Copa Sudamericana por el Accidente aéreo que sufrió el equipo brasileño Chapecoense.
Nuevamente se encontrarían en la semifinal del torneo apertura Colombiano 2017, esta vez, en semifinales. El primer encuentro se disputó en el Estadio Nemesio Camacho El Campín de la ciudad de Bogotá, el 7 de junio con un saldo de 0-0. La revancha se daría 4 días después, el 11 de junio, esta vez en el Estadio Atanasio Girardot de la ciudad de Medellín con un saldo a favor para los Verdolagas de 1 a 0.

En 2018 se enfrentaron en la Superliga de Colombia, confrontándose el campeón del Torneo Apertura, Atlético Nacional y el campeón del Torneo Finalización, Millonarios. El partido de ida jugado en Bogotá finalizó con un marcador de 0-0. En el partido de vuelta, jugado el 7 de febrero en la ciudad de Medellín los Embajadores remontaron un 1-0 con un doblete del delantero paraguayo Roberto Ovelar, ganando así por primera vez la Superliga, y rompiendo una racha negativa de 7 años sin ganar en el Estadio Atanasio Girardot. La final de Superliga marcaría a su vez uno de los mejores registros en la historia del clásico colombiano a favor de los Embajadores, el cuadro capitalino contabiliza 7 años invicto en Medellín frente a Atlético Nacional; tomando hasta la actualidad los siguientes periodos (2018-2019-2020-2021-2022-2023-2024).

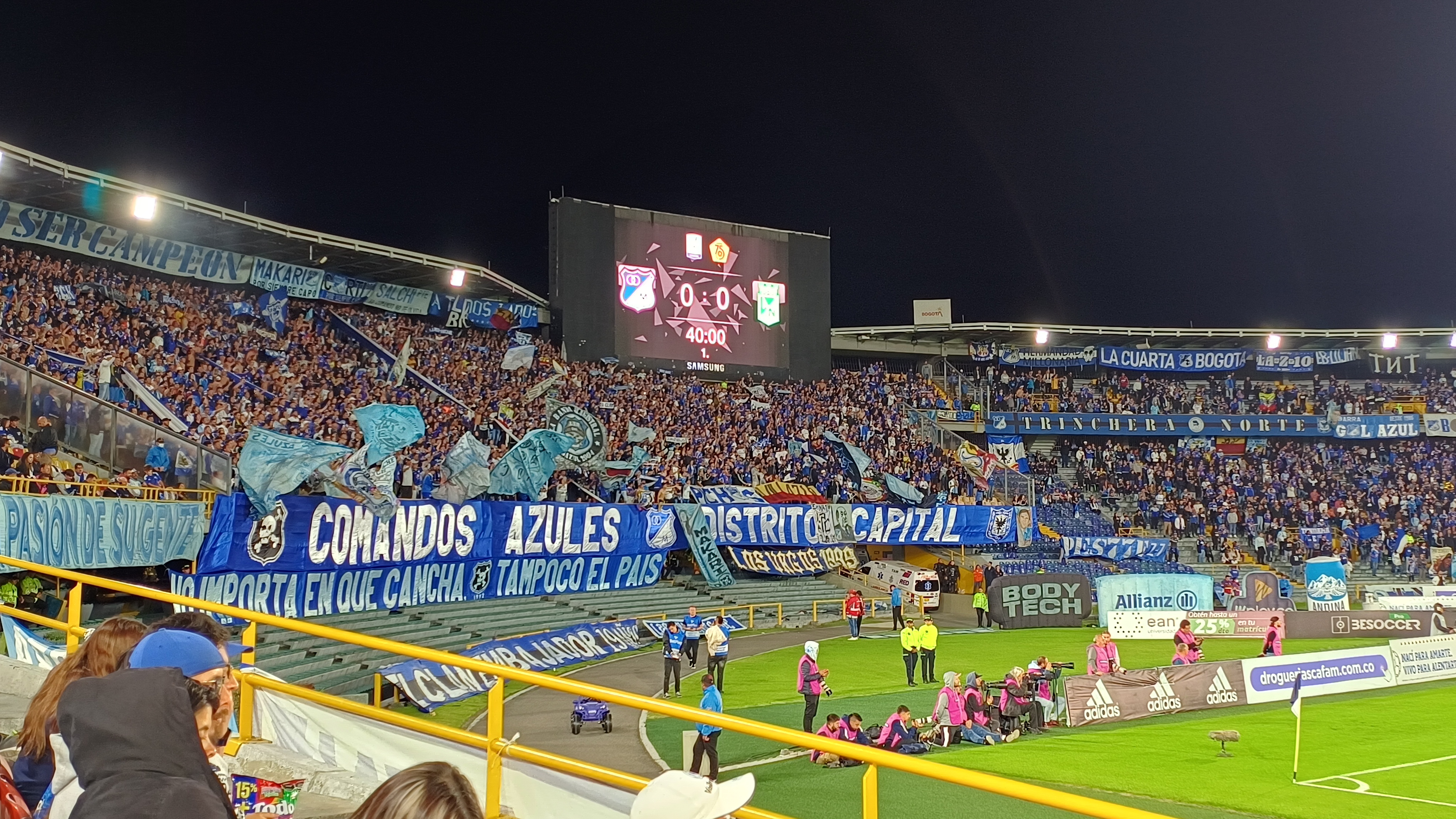
Barra Comandos Azules, segundo semestre 2023 Súper Clásico Colombiano.

En el Apertura 2022 Millonarios y Nacional compartieron grupo en el cuadrangular junto a Atlético Bucaramanga y Junior. Millonarios y Nacional igualaron 2-2 en Medellín y 0-0 en Bogotá dejando a los albiazules sin la posibilidad de llegar a la final de aquel torneo.
Millonarios y Nacional protagonizaron una inédita final del 'Superclásico Colombiano' en el Torneo Apertura 2023. Los dos equipos empataron 0-0 en el Atanasio Girardot y 1-1 en El Campín, dejando la definición del título en lanzamientos desde el punto penal donde Millonarios resultó vencedor, ganando así su título de Liga número 16.

### Con América de Cali: Clásico de las Estrellas
Millonarios y América de Cali protagonizan uno de los grandes clásicos del país, debido a que entre ambos equipos suman en total 31 títulos de la Dimayor, 16 de Millonarios y 15 del América de Cali. Además también reúne a los dos clubes pioneros en la fundación de la Dimayor el 26 de junio de 1948 que se logró gracias a la gestión de sus presidentes, Alfonso Senior Quevedo, de Millonarios y Humberto Salcedo Fernández Salcefer, de América, en el edificio de la Sociedad de Mejoras Públicas de Barranquilla. Esta rivalidad gana fuerza durante los años 80s y 90s.
En el Torneo Finalización 2007 en la fecha 13 el 20 de octubre fue victoria del América en Bogotá por resultado de 2-1.
Los clásicos disputados en el año 2008, se saldaron con balance de un triunfo para cada uno como local, primero el 2 de abril, jugando la fecha 11 del Torneo Apertura, a pesar de ir perdiendo desde los 20 segundos de iniciado el compromiso, Millonarios empata a los 5 minutos a través de Ricardo Ciciliano, quien marcó de nuevo al 16. Más adelante se fue expulsado Roberto Carlos Cortés, pero Millonarios llegó al 3-1 de nuevo con gol de Ciciliano. Después, el 28 de septiembre, en la misma fecha en el Torneo Finalización, América de Cali ganó por 1-0 con gol de Adrián Ramos. En este (2010), se enfrentaron en el Torneo apertura donde América de Cali venció ganó por 3-2 en un emocionante partido atajando dos penales al equipo rival y en la última fecha del torneo Finalización y Millonarios nuevamente venció por 2-0.
El 19 de noviembre de 2011 en la fecha 16 del Torneo Finalización 2011 se jugó un clásico muy especial, en el que Millonarios derrotó 2-0 a América de Cali, condenándolo así a jugar la serie de promoción ante Patriotas, que a la postre terminaría con el descenso del equipo escarlata a la Categoría Primera B.
Después de 6 años sin encuentros entre estos dos equipos, el 11 de marzo de 2017 los equipos se vieron las caras en El Campín; un partido que finalizaría con un marcador de 3-0 a favor de Millonarios. A los 9 minutos Duvier Riascos abriría la cuenta con un regate donde dejó en el camino a la defensa escarlata y venció al arquero Carlos Bejarano, antes del final del primer tiempo, tras un centro de Henry Rojas Harold Santiago Mosquera anotaría el 2-0 de cabeza. El gol final lo anotaría Eliser Quiñones después de un zurdazo potente dejando sin oportunidad al arquero Carlos Bejarano. El mismo año, en semifinales, se cruza con América de Cali, al cual vence en el partido de ida disputado en el Estadio Pascual Guerrero 2 goles contra uno. Millonarios se iría adelante en el marcador con un gol de Ayron Del Valle, quien evade a Carlos Bejarano y marca su 11.º gol en liga. Poco tiempo después, tras un penal a favor de América, atajado por Nicolás Vikonis, el cuadro escarlata empataría por un segundo penal que convierte Cristian Martínez Borja. Poco después, David Mackalister Silva decretaría el 2-1 final. Tras un buen pase de Christian Camilo Huérfano, Silva dispara a la mano derecha del arquero americano y sentencia el partido. En el partido de vuelta, Millonarios y América de Cali empatan sin goles, dándole el paso a la final al equipo embajador dirigido por Miguel Ángel Russo.
El 5 de junio de 2019 en el cuadrangular fecha 6: América de Cali derrotó 2-1 a Millonarios en el Campín después de 12 años, dejando sin final al equipo azul y dándole el paso a la final a Deportivo Pasto que enfrentaría a Junior de Barranquilla. Dos años después, estos dos equipos se enfrentarían en los cuartos de final del Torneo Apertura en donde el equipo azul eliminaría a los rojos por marcador global de 2-1 después de obtener el triunfo en el partido de ida jugado en el Estadio Pascual Guerrero y un empate sin goles en el juego de vuelta.
Tanto embajadores como escarlatas se enfrentaron en los cuadrangulares de los torneos Finalización 2021 y Apertura 2023.

### Con Junior de Barranquilla
Uno de los partidos que ha ganado trascendencia en los últimos años y supone un clásico, debido a los frecuentes encuentros que se dan entre estos dos equipos, ya sea en fase regular o en fase eliminatoria, la diferencia regional y también porque Barranquilla supone la plaza más difícil para Millonarios en su historia, especialmente desde el regreso de Atlético Junior en los 60s luego de varios años sin participar luego de su salida del torneo por diferencias con Dimayor y una crisis económica.
La rivalidad entre Millonarios y Junior empezó desde casi su mismo regreso a la liga en 1966 y ya en 1968 empezarían las refriegas tras perder un tercer puesto contra el embajador, pero desde entonces la arenosa mostraría una férrea resistencia al azul especialmente en el Metropolitano, en contraparte Atlético Junior tendría dificultades para ganar en Bogotá. Disputarían los títulos de 1972 y 1976 habiendo polémica al final del partido al definir el campeón del apertura. Volverían a pelear en 1982, 1987 y 1988 que aunque ya Junior no tendría chances, Millonarios en estos dos torneos vencería a Junior incluso dando la vuelta en el Metropolitano ganando las estrellas 12 y 13, además este partido en la década de los 80's sería muy apretado y equilibrado hasta los torneos cortos de 2011, 2014 y 2016 donde el Junior ha eliminado al equipo embajador 3 veces a su favor.
En la década de 1990 y 2000 mantendría la dificultad y cobraba fuerza especialmente por el bajonazo del azul, pero fue en el año 2011 donde empezaría a tener tintes de clásico cuando Millonarios perdió la oportunidad de clasificarse a la gran final del torneo, luego de llegar con un marcador de 3-0 a favor a Barranquilla, donde el equipo rojiblanco empató y eliminó a Millonarios vía penal donde después los tiburones bordearían su séptima estrella en su escudo.
En el Torneo Apertura 2003 tiburones y embajadores se enfrentaron en el Grupo B de los cuadrangulares semifinales donde también enfrentaron a Centauros Villavicencio y Deportivo Pereira.
En el Torneo Finalización 2011 se enfrentaron en las semifinales, en el partido de ida ganó el embajador 3-0 y en el de vuelta cae por el mismo marcador y en definición por penaltis queda 5-4 a favor de Junior que clasifica a la gran final.
En el Torneo Finalización 2012 se encontrarían en los Cuadrangulares semifinales del Grupo A, en el primer partido Junior ganó 2-1 en Barranquilla y en el segundo partido empataron 0-0 en Bogotá así dándole la clasificación a Millonarios a la gran final por haber hecho la mayor cantidad de puntos en el grupo.
Los dos equipos se volverían a encontrar en el 2014, en ambos partidos empatarían 0-0 y se definiría el pase a la final en el estadio El Campín, donde Junior venció a Millonarios y avanzó a la final nuevamente contra Atlético Nacional 10 años después de haberla ganado, en la cual esta vez quedó subcampeón.
En 2016 se jugaría el pase a semifinales, Junior ganaría el partido de ida en Barranquilla por marcador de 2-0, en la vuelta Millonarios iría al medio tiempo con un marcador de 1-0 abajo (3-0 acumulado), en el segundo tiempo Andrés Escobar y Carlos Henao sorpresivamente consiguieron el 4-1 con el cual lograban la clasificación a semifinales, pero un gol en el tiempo extra por parte de Vladimir Hernández llevó a la definición vía penales que terminaría a la postre con la eliminación de Millonarios y el paso de Junior a la semifinal del Torneo de Apertura 2016.
En 2017 se encontraron en Cuartos de final de Copa Colombia el partido de ida terminó con un empate 0-0, y el partido de vuelta quedó 1-0 a favor de Junior tras una pena máxima que convierte Jarlan Barrera, dándole la clasificación a las semifinales.
Hasta la fecha se han enfrentado en 10 ocasiones en series de ida y vuelta, el popular mata mata con saldo a favor para los barranquilleros con 6 series ganadas por 4 del equipo azul.
En 2021 se encontraron por las semifinales del Torneo Apertura, con marcador de 3-2 con doblete de Carmelo Valencia y Fabián Sambueza y para el Azul goles de Fernando Uribe y Cristian Arango. Más adelante el 13 de junio en la vuelta el embajador logra darle vuelta con doblete de Fernando Uribe y así llevarse el boleto de la gran final.
En 2022, Millonarios logra ganar la Copa Colombia contra Junior, con un marcador global de 2-1 tras remontar el 1-0 del partido de ida, con goles de Luis Carlos Ruiz y David Mackalister Silva, obteniendo de nuevo este título después del último conseguido en 2011.
Tanto embajadores como tiburones se volvieron a encontrar en la Superliga 2024, título que enfrentó a los campeones de los torneos Apertura y Finalización de la temporada 2023. El partido de ida disputado en Barranquilla terminó con victoria por la mínima a favor de Junior. Sin embargo, Millonarios en el juego de vuelta disputado en Bogotá, remontó el marcador global con goles de Santiago Giordana y Leonardo Castro, llevándose así su segunda Superliga en la historia.

### Otras rivalidades
Asimismo, Millonarios mantiene rivalidades de menor repercusión con algunos clubes internacionales, tales como Real Madrid y River Plate Con los Merengues se enfrentaron por primera vez en 1952 cuando el equipo español organizó sus Bodas de Oro, y Millonarios asistió al encuentro gracias a la renuncia de River Plate en el evento futbolístico. El equipo colombiano se coronó campeón empatando 2-2 con el IFK Norrköping de Suecia y venciendo 4-2 al equipo anfitrión, marcando la historia del club español tras resultar el evento en la llegada de Alfredo Di Stéfano a España en donde dejaría una gran historia y legado como jugador, tal y como lo hizo en Argentina y en Colombia.
Tras el primer enfrentamiento entre los dos equipos, ese mismo año en el mes de julio se jugaría la revancha en Bogotá. Millonarios recibiría en el Estadio El Campín al Real Madrid con motivo de la celebración de la Copa Ciudad de Bogotá. Los blancos serían superados por segunda ocasión por el elenco bogotano, esta vez por marcador de 2-1. Las anotaciones de ese encuentro serían obra de Adolfo Pedernera y Alfredo Di Stéfano.
Tres días después el equipo Merengue tendría una nueva oportunidad para enfrentar a Millonarios, esta vez con ocasión del Trofeo de la Cancillería de España donde nuevamente el equipo embajador se impondría por un marcador de 2-0, siendo ambos goles marcados por Antonio Báez. Posteriormente se enfrentarían dos veces en Venezuela, esto con motivo de la edición de la Pequeña Copa del Mundo de Clubes. Allí en los dos encuentros, ambas escuadras terminarían empatadas a un gol, manteniendo el equipo bogotano su invicto ante los madrileños.
Siete años después volvieron a encontrarse, esta vez con Alfredo Di Stéfano militando en las filas del Real Madrid, y con la motivación de haber ganado tres copas europeas, en 1959. El resultado terminaría con igualdad a un gol, con anotaciones del mismo Di Stéfano para la Casa Blanca y Hugo Contreras para los Azules.
En homenaje a Di Stéfano el Real Madrid decidió invitar al club capitalino para la celebración del Trofeo Santiago Bernabéu de la edición 2012. El partido se llevó a cabo el día 26 de septiembre de ese año, y el resultado fue 8 a 0 a favor del Real Madrid, siendo esta la primera y única vez que el club español derrotó al conjunto embajador y siendo a la vez la mayor goleada del Real Madrid en contra de Millonarios.
En cuanto a River Plate, la confrontación entre el embajador y el club millonario surge por varios factores: el equipo argentino es apodado "Millonario", similar al nombre del club azul. Asimismo, por ambos clubes han pasado jugadores históricos, tales como Di Stéfano y Amadeo Carrizo, entre otros, y a esto se suma también la hermandad que se ha formado entre las hinchadas del club argentino y el colombiano. En total se han enfrentado en 10 ocasiones; no obstante, todos los encuentros entre River Plate y Millonarios han sido de carácter amistoso. El primero de estos fue en 1953 por la Copa República de Colombia, partido que finalizaría 1-3 a favor de River Plate. Millonarios ganaría su primer encuentro el mismo año, esta vez por la Pequeña Copa Mundial de Clubes, por un resultado de 5-1. El historial cuenta con 11 cotejos, 1 triunfo de Millonarios, 4 de River y los 6 restantes terminaron en empate. El conjunto azul y blanco anotó en 13 ocasiones mientras que la banda cruzada en 17.

## Instalaciones

### Estadio
En sus inicios, las primeras canchas que uso el entonces Juventud Bogotana fueron la del "field" de la hacienda "La Merced" que tenía el Colegio de San Bartolomé (llamado hoy Colegio Mayor de San Bartolomé) en la zona donde actualmente queda el Parque nacional Enrique Olaya Herrera y el Colegio San Bartolomé la Merced (entre las actuales calle 34 y Avenida 39 con Carrera Séptima y Avenida Circunvalar).
Después disputó varios de sus partidos de los torneos que se organizaban en esa época en los terrenos de La Salle (entre las actuales calle Segunda con carrera 10). Pero cabe aclarar que a pesar del error que aparece en algunas informaciones, el Instituto de La Salle nada tiene que ver con el Deportivo Municipal, era un equipo independiente de esta institución educativa, que era rival del Deportivo Municipal en los torneos de la época y en su campo se disputaban los partidos, por ser el de mayor capacidad de público en la ciudad en esa época, hasta la construcción del estadio El Campín.
Cuando el equipo en 1938 fue adquirido temporalmente por la Municipalidad de Bogotá y se convirtió en el Club Municipal de Deportes, pasó a jugar en el recién inaugurado Estadio Nemesio Camacho El Campín, actualmente ubicado en el barrio El Campín en la Avenida Norte-Quito-Sur (NQS) con Avenida Calle 57 (localidad de Teusaquillo), la dirección oficial es carrera 30 N.º 57-60, y es propiedad del Distrito Capital de Bogotá y administrado por el IDRD (Instituto Distrital para la Recreación y el Deporte). Luego de la reforma para que el estadio pueda albergar la Copa Mundial de Fútbol Sub-20 de 2011, el estadio quedó con aforo para 36.343 espectadores.

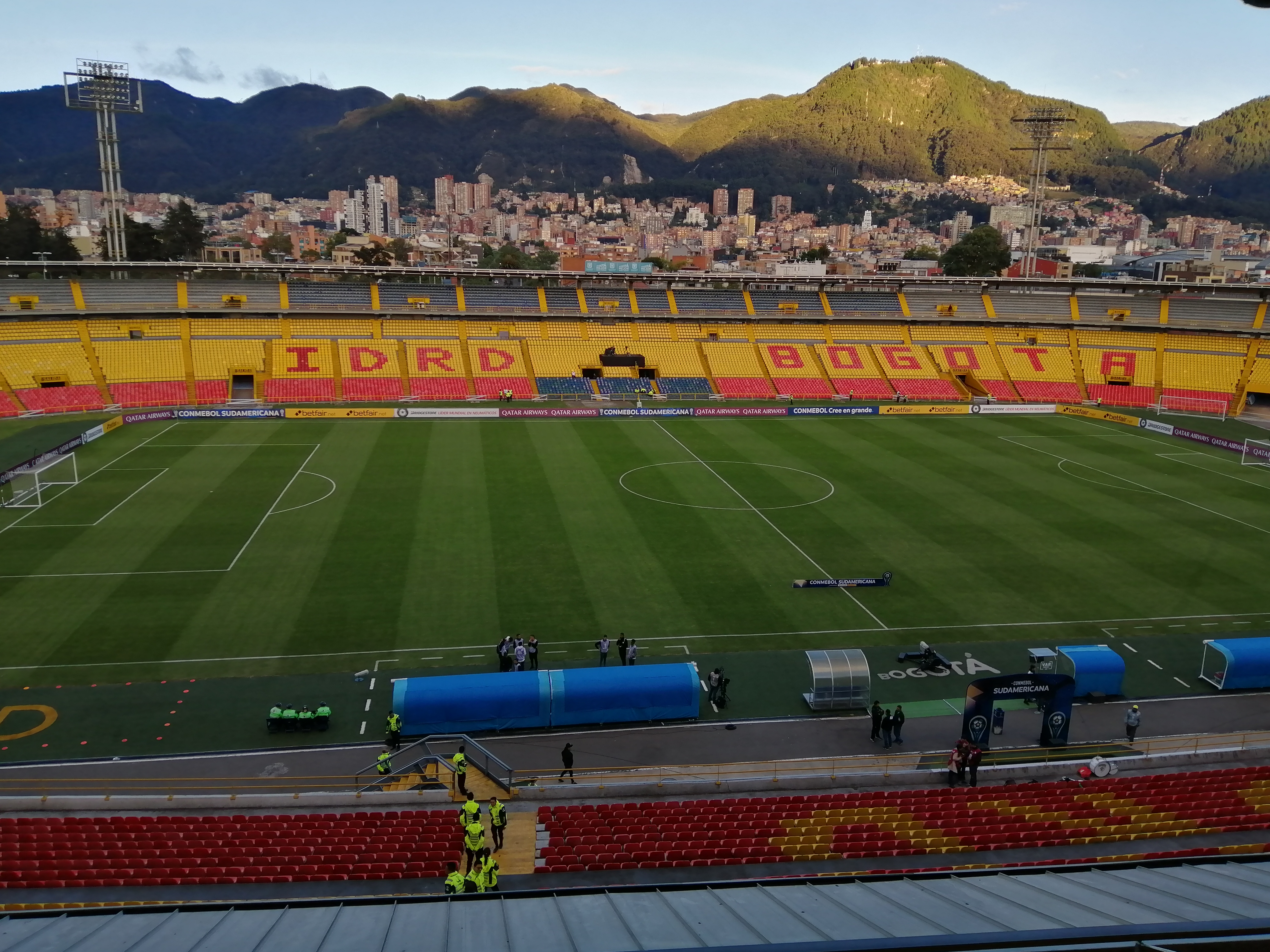
Estadio Nemesio Camacho El Campin

Este estadio desde entonces hasta la actualidad ha sido siempre su casa, con excepción del año 1950 y hasta julio de 1951, en plena época de El Dorado, cuando a causa de la reconstrucción del "Coloso de la 57", debió ser local en el Estadio Alfonso López Pumarejo de la Ciudad Universitaria de Bogotá, que pudo presenciar por primera vez al equipo del Ballet Azul. Posteriormente solo ha salido del Estadio El Campín por algunas otras remodelaciones o suspensiones que ha sufrido el escenario, aunque de muy corta duración.

### Proyecto de estadio propio
En 1989 se pensó en construir su propio estadio para convertirse en el primer equipo colombiano con estadio propio, pero el proyecto no llegó muy lejos porque no encontraban terrenos aledaños a la capital lo suficientemente grandes como para albergar una construcción de tal magnitud. Más tarde, en 1999, se dibujaron planos y se compraron terrenos, pero el proyecto fracasó de nuevo porque no se contaba con los recursos suficientes para construir el estadio. Más recientemente en 2004 se hicieron nuevos planos y se compraron terrenos en jurisdicción del municipio de Cota (al noroccidente de Bogotá), para iniciar la construcción del estadio Azul pero en 2005, nuevamente el proyecto fracasó por la crisis económica que llevó al equipo a la quiebra dejando el proyecto atrás.[cita requerida]
Para mayo de 2018 el presidente del club Enrique Camacho declaró que el club económicamente ya puede construir su estadio propio sin ningún problema y ya se han visto terrenos, pero debido al POT (plan de ordenamiento territorial) no se podrá construir dentro de Bogotá. Además puso como ejemplo el RCDE Stadium como idea de lo que se quiere hacer.
Para noviembre de 2018 el presidente del club Enrique Camacho junto con Gustavo Serpa (accionista del club) ratificaron la intención de hacer el estadio y afirmaron que ya se adquirió un terreno al norte de Bogotá. Posteriormente, en marzo de 2019, se reafirma el deseo de la junta directiva de construir un estadio propio del club, dándole luz verde el proyecto en asamblea de socios. El estadio, proyectado para 2025, costaría entre 174 y 200 millones de dólares. Este incluiría hotel y centro comercial, además de asesoramiento en el área de varios expertos.

### Sedes anteriores
La primera sede del club cuando se fundó en 1946, se encontraba en la carrera Séptima con calle 25 (antes de que se construyera la Avenida El Dorado o calle 26), en cercanías del Planetario Distrital y el Parque de la Independencia.[cita requerida] En aquellas épocas el equipo recibió el apodo del Club de la Calle 25. En esa sede, además tenía una concentración donde hospedaba a varios de sus jugadores de la época de El Dorado, y un restaurante llamado El Embajador, que terminó por dar nombre a ese pasaje y al Cinema Embajador, en la calle Veinticuatro de la localidad de Santa Fe.
Al mismo tiempo, tuvo otra sede deportiva en el barrio Minuto de Dios en la localidad de Engativá, terrenos que compró en el año 1952 y que fue de su propiedad hasta el año de 1971, cuando vendió, para comprar su próxima sede.
Su siguiente sede deportiva quedaba en un lote ubicado en el sector de Fontanar, en la localidad de Usaquén, a las afueras del norte de Bogotá, en la Autopista Norte con calle 220. Este predio denominado oficialmente como Finca Fontanar, se asentó desde finales de los años 1980 hasta comienzos del año 2010, se había visto envuelto en múltiples disputas en los últimos 20 años, pero finalmente en 2005 se determinó que su propiedad es en un 70% del club y en 30% de la DNE (Dirección Nacional de Estupefacientes). Esta fue propiedad del club hasta el año 2011. 
En los años 1980 el club contó con un moderno club campestre y social ubicado a 3 km de Facatativá,[cita requerida] con piscinas cubiertas, múltiples canchas y campos, predio que también perdió, al figurar como propiedad de accionistas, que luego sufrieron la extinción de dominio por parte del gobierno nacional.[cita requerida] Además, en los años 1990, también adquirió unos terrenos en el municipio de Sopó (en los alrededores de Bogotá), que posteriormente entregó como parte de pago a los acreedores cuando se acogió a la ley 550 (allí planeaba construir una nueva sede deportiva, algo que no se concretó). 
Millonarios presentó en 2016 su nueva sede deportiva denominada Alfonso Senior Quevedo (hoy llamada Xcoli). Un terreno de 40.000 metros cuadrados, ubicado en la zona conocida como Arrayanes, en el norte de la capital. Tres canchas de fútbol con idénticas dimensiones a la del Campín, y una casa, también de un piso, en cuyos alrededores empieza a girar la nueva casa de los embajadores.

### Sede Deportiva Xcoli

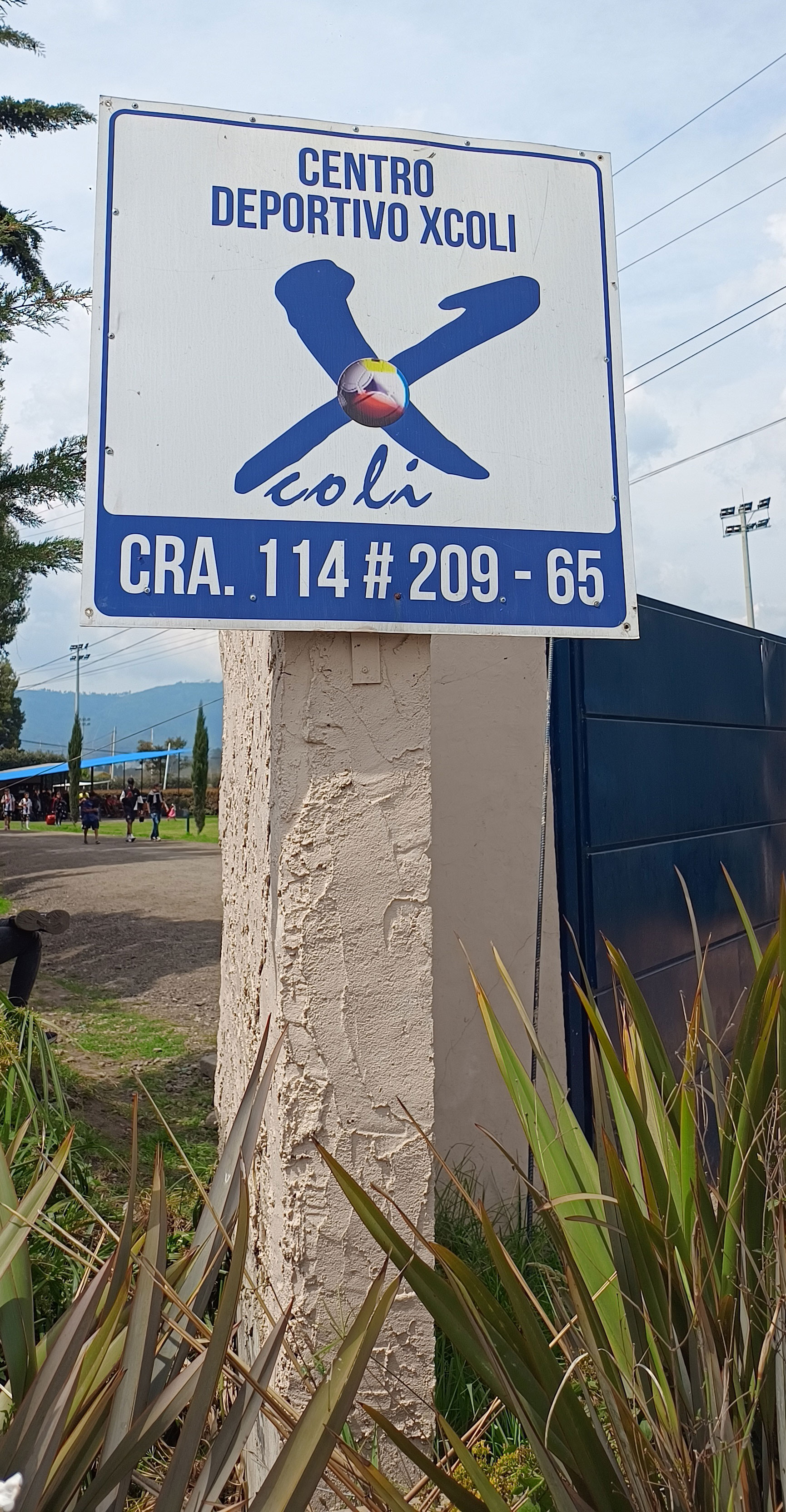
Entrada de la actual sede deportiva de Millonarios.

La sede del equipo está ubicada en el sector de Guaymaral en la zona conocida como Arrayanes. Fue inaugurada en enero de 2017, en un terreno de 40.000 metros cuadrados cuenta con tres canchas, dos con las dimensiones de la cancha del Estadio el Campin, y otra más grande para realizar trabajos tácticos.
La sede cuenta con camerinos, sala de vídeo, zona húmeda y consultorios médicos.
Su proyecto a futuro contempla la construcción de un hotel de concentración, gimnasio y ampliación de las instalaciones.
Su construcción inicio a finales de 2014 y finalizó en el año 2016. Fue nombrada en su momento como sede Alfonso Senior Quevedo, pero después del año 2020 es más conocida como Sede Deportiva Xcoli o simplemente Xcoli.

### Museo
Millonarios posee su propio museo, inaugurado el 14 de febrero de 2015. Está ubicado en el costado occidental del Estadio Nemesio Camacho El Campín.
Está compuesto de cuatro salas principales. donde se encuentran, trofeos como las 15 estrellas, la Copa Merconorte y otros ganados por el club; camisetas utilizadas por tres ídolos del Club: Alfredo Di Stéfano, Pedro Franco y Arnoldo Iguarán; muestra de vídeos de partidos históricos y fotografías de los 70 años de historia del equipo.
Los visitantes podrán encontrar una sala dedicada enteramente a Alfonso Senior Quevedo, fundador y primer presidente del club, quien es considerado como el mejor dirigente de la historia del club. En esta sala, se podrán encontrar documentos históricos de Senior, así como su carné de socio número 1 de Millonarios en 1946, el carné de la FIFA que utilizó en la Copa Mundial de Fútbol de 1986, el documento de identidad que lo acreditó como integrante del comité de la FIFA y abonos del fundador para la temporada de 1986, entre otros. También se encuentra el documento que recibe Alfonso como socio honorario del Real Madrid.
El museo termina con una zona dedicada a los uniformes utilizados por el equipo a lo largo de su historia. Aquí, podrán verse las camisetas que ha utilizado Millonarios desde 1977 hasta la actualidad. Aquí también se podrán ver “Las Clásicas” como las de los títulos de 1987 y 1988, o la conmemorativa de las bodas de oro en 1996 cuando fue subcampeón de la temporada 1995-96. Dentro de esta ala hay un espacio especial y reservado para las dos camisetas de la estrella 14.

## Datos del club
Nota: Solo se tienen en cuenta competiciones oficiales.
- Puesto histórico: 1.º
- Temporadas en 1.ª: 101 (Todas, del Campeonato colombiano 1948 al Torneo Finalización 2025)
- Mayores goleadas a favor:
  - En torneos nacionales:
    - 8-1 al Deportes Tolima, el 7 de julio de 1963
    - 7-0 al Atlético Nacional, el 29 de abril de 1951
    - 7-0 al Deportivo Cali, el 27 de mayo de 1962
    - 6-0 al Atlético Nacional, 12 de junio de 1949
    - 6-0 al Santa Fe, el 29 de junio de 1952
    - 6-0 al Santa Fe, el 29 de agosto de 1954
    - 6-0 al Deportes Quindío, el 30 de octubre de 1988
    - 6-0 al Real Cartagena, el 21 de octubre de 1992
    - 6-1 al Atlético Nacional, el 6 de noviembre de 1966
    - 6-1 al Deportes Quindío, el 10 de abril de 1994
    - 6-1 al Real Cartagena, el 13 de octubre de 2013 (Copa Colombia 2013)
    - 6-1 al Alianza Petrolera, el 15 de noviembre de 2020
    - 6-4 al Atlético Nacional, 26 de abril de 1964
    - 5-0 al Atlético Nacional, 18 de septiembre de 1949
    - 5-0 al Atlético Nacional, 13 de mayo de 1962
    - 5-0 al Deportivo Pereira, el 11 de diciembre de 1988
    - 5-0 al Deportes Quindío, el 9 de abril de 2011
    - 5-0 al Deportivo Independiente Medellín, el 21 de enero de 2024
    - 5-1 al Atlético Nacional, el 29 de marzo de 1970
    - 5-1 al Independiente Medellín, el 21 de marzo de 2007
    - 5-1 al Deportivo Pasto, el 25 de marzo de 2015
    - 5-1 al Deportivo Cali, el 18 de noviembre de 2017
    - 5-1 al Boyacá Chicó, el 14 de noviembre de 2024
    - 5-2 al América de Cali, el 25 de octubre de 1959
    - 5-2 al Atlético Nacional, 27 de febrero de 1966
    - 5-3 al Atlético Nacional, el 5 de noviembre de 1961

- - En torneos internacionales:
    - 6-2 al Deportivo Cali, el 15 de marzo de 1973
    - 6-1 al Nacional, el 29 de julio de 1988
    - 6-0 a la Universidad de Chile, el 19 de abril de 1960
    - 5-0 al Deportivo Italchacao, el 23 de agosto de 2001

  - Con clásicos rivales:
    - 7-0 al Atlético Nacional, Campeonato colombiano 1951
    - 7-0 al Deportivo Cali, Campeonato colombiano 1962
    - 6-0 a Santa Fe, Campeonato colombiano 1952
    - 6-0 a Santa Fe, Campeonato colombiano 1954
    - 5-2 al América de Cali, Campeonato colombiano 1959
- Mayores goleadas en contra:
  - En torneos nacionales:
    - 6-1 con Deportes Quindío, 2007-II.
    - 5-0 con Atlético Nacional, 2014-II.
    - 5-0 con Junior, Campeonato colombiano 2000.
    - 5-0 con América de Cali, Campeonato colombiano 1992.
    - 0-4 con Boyacá Chicó, Torneo Apertura 2008.
    - 2-4 con Deportes Quindío, Campeonato colombiano 1999.

  - En torneos internacionales:
    - 1-5 con Olimpia, el (5 de junio de 1960).
    - 0-4 con São Paulo, el (27 de septiembre de 1974).

  - Con clásicos rivales
    - 6-1 con Deportivo Cali, (Campeonato colombiano 1950).
    - 5-0 con Atlético Nacional, (2014-II).
    - 5-0 con Junior, (Campeonato colombiano 2000).
    - 3-7 con Santa Fe, (Campeonato colombiano 1992).

  - En amistoso internacional
    - 8-0 con Real Madrid, el (26 de septiembre de 2012).[166]
- Goles picos en liga:
  - Gol 1:  Alfredo Castillo.
  - Gol 1000:  Marino Klinger.
  - Gol 2000:  Oscar Villano.
  - Gol 3000:  Juan Gilberto Funes.
  - Gol 4000:  Néstor Villarreal.
  - Gol 5000:  Federico Insúa.
- Gol más rápido:
  -  Ayron del Valle a los 10 segundos le marcó al América de Cali por el Torneo Finalización 2018.
- Jugador más joven en debutar:
  -  John Jairo Mosquera a los 14 años 8 meses y 18 días en el año 2002.
- Mejor puesto en la liga: 1.º (16 veces, en 1949, 1951, 1952, 1953, 1959, 1961, 1962, 1963, 1964, 1972, 1978, 1987, 1988, 2012-II, 2017-II, 2023-I).
- Peor puesto en la liga: 12.º (último), una vez, en 1957.[167] 17º (penúltimo), una vez, en el 2004-II.[168] 16° (antepenúltimo), una vez en el 2002-II.[169]
- Máximo goleador:  Alfredo Castillo 133 goles (por Campeonato Colombiano).[170]
- Más triunfador en su historia:  Gabriel Ochoa Uribe 13 títulos (7 como DT: Ligas 1959, 1961, 1962, 1963 y 1972, Copa Colombia 1963 y Copa Simón Bolívar 1972) y (6 como jugador: Ligas 1949, 1952, 1953 y 1959, Copa Colombia 52/53 y Pequeña Copa del Mundo 1953).
- Jugador que ganó más títulos:  Francisco Zuluaga con 6 Campeonatos de la Primera A (1949, 1951, 1952, 1953, 1959 y 1961), 1 Copa Colombia (1952-53) y 1 Pequeña Copa del Mundo 1953.
- Mejor temporada: 1949, en 28 partidos, ganó 22, empató 4 y solo perdió 2, marcó 107 goles y tan solo le marcaron 37, para sumar 48 puntos (70 puntos de la actualidad).
- Portero con mayor invicto:  Otoniel Quintana, 1.024 minutos sin recibir gol (Récord en el fútbol profesional colombiano). Entre el 12 de septiembre y 14 de noviembre de 1971.[171]
- Mayor racha sin perder: 29 partidos en 1999 (Récord en el fútbol profesional colombiano).[172]
- Mayor número de fechas como líder: 17, Clausura 2012, líder absoluto desde la segunda fecha hasta la 18, y a la postre campeón obteniendo así su estrella 14. (Récord en torneos cortos del fútbol profesional colombiano).
- Historia del Club Deportivo Los Millonarios

### Trayectoria y participación internacional
|  | Para más detalles, consultar Trayectoria de Millonarios Fútbol Club |

Millonarios ocupa el primer lugar de la tabla histórica de puntos del fútbol profesional colombiano, publicada al finalizar el año 2008, con 3.797 puntos. En esta tabla se asignan 2 puntos por victoria hasta 1994 y 3 puntos por victoria a partir de 1995, e incluye todos los campeonatos disputados a partir de su primera edición en 1948. En la tabla anexa (ver Anexo:Tabla histórica de la Categoría Primera A) se actualizan constantemente los datos, sumando los puntos obtenidos por cada equipo desde la publicación de la misma por parte de la División Mayor del Fútbol Colombiano.
A continuación se detallan los títulos profesionales más relevantes de Millonarios en su historia. Se destaca que es el segundo equipo que más veces ha ganado la Liga colombiana (16), que ha ganado en tres ediciones de la Copa Colombia, siendo uno de los equipos con mayor número de torneos de esta denominación; y a nivel internacional fue el campeón de laCopa Simón Bolívar en 1972 y de la Copa Merconorte en 2001.
Además se mencionan algunos internacionales relevantes ganados por el club, como el de las Bodas de Oro del Real Madrid en 1952, la competición organizada por la Federación Venezolana de Fútbol y la Pequeña Copa del Mundo de Clubes en 1953 esta última considerada como antecedente de la Copa Intercontinental de Clubes.
Es uno de los clubes colombianos vencedores de una competición internacional y también a nivel sudamericano.
El más reciente título internacional oficial del club fue la Copa Merconorte 2001, torneo donde participaban algunos equipos de América del Norte y los considerados equipos más importantes de los países del norte de Suramérica, que se disputó durante cuatro años y Colombia con sus equipos tuvo el dominio total de la competencia. Millonarios participó en los cuatro torneos, y fue uno de los equipos con mejores resultados, tuvo grandes actuaciones como fueron la semifinal en 1998, el subtítulo en la edición de 2000 y el título de 2001.
Ganó el Grupo B de la primera fase con 12 puntos por encima de Guadalajara de México, MetroStars de Nueva York e Italchacao de Venezuela. La clasificación a la semifinal fue el 31 de octubre en Giants Stadium con victoria 1-0 en el minuto 93, tanto conseguido por Johan Viáfara.
La semifinal fue ante Necaxa en México, donde perdió el juego de ida 3:2 en el Estadio Victoria de Aguascalientes. La revancha en Bogotá finalizó con el mismo marcador, pero en favor de los azules (3:2), por lo cual se llegó a la definición desde el punto penal donde Millonarios se impuso 3:1.
La final del torneo fue ante Emelec de Ecuador. El primer partido en Bogotá fue el 13 de diciembre, y finalizó 1:1. El 20 de diciembre se disputó el partido de vuelta en Guayaquil, el cual finalizó con el mismo marcador pese a que Millonarios comenzó ganando con gol de Juan Carlos Jaramillo ('29m). La igualdad de Emelec la anotó Otilino Tenorio ('50m). En la definición por la lotería de los penales, el conjunto embajador se impuso 3:1 gracias en parte a que el venezolano Rafael Dudamel atajó dos cobros.
Este fue el último título internacional ganado por Millonarios; Millonarios se quedó en definitiva con la Copa Merconorte además de finalizar como líder de la tabla histórica de esta competición con 54 puntos.
Entre sus participaciones en torneos Conmebol Millonarios es uno de los equipos Colombianos con más participaciones en la Copa Libertadores de América y tuvo una destacada actuación durante el siglo XX; siendo su mejor participación en torneos internacionales llegar a semifinales de las ediciones 1960, 1973 y 1974. En la Copa Sudamericana llegó a semifinales de las ediciones 2007 y 2012.
| Competencia                          | Edición |
| ------------------------------------ | --- |
| Copa Libertadores de América (18)    | 1960, 1962, 1963, 1964, 1968, 1973, 1974, 1976, 1979, 1985, 1988, 1989, 1995, 1997, 2013, 2017, 2018, 2022, 2023, 2024. |
| Copa Sudamericana (8)                | 2004, 2007, 2012, 2014, 2018, 2020, 2023, 2025.                                                                         |
| Copa Merconorte (4)                  | 1998, 1999, 2000, 2001.                                                                                                 |
| Copa Simón Bolívar (1)               | 1972. |
| Pequeña Copa del Mundo de Clubes (2) | 1952, 1953. |

Nota: en negrita campeón de la temporada.

## Palmarés
Nota: en negrita competiciones vigentes en la actualidad. Indicado el récord del torneo  y el compartido 
Torneos nacionales (21)
| Competición nacional        | Títulos                                                                                                 | Subcampeonatos                                                   |
| --------------------------- | --- | ---------------------------------------------------------------- |
| Categoría Primera A (16/10) | 1949, 1951, 1952, 1953, 1959, 1961, 1962, 1963, 1964, 1972, 1978, 1987, 1988, 2012-II, 2017-II, 2023-I. | 1950, 1956, 1958, 1967, 1973, 1975, 1984, 1994, 1995-96, 2021-I. |
| Copa Colombia (3/2)         | 1952-53, 2011, 2022.                                                                                    | 2013, 2023.                                                      |
| Superliga de Colombia (2/1) | 2018, 2024.                                                                                             | 2013.                                                            |

Torneos internacionales (3)
| Competición internacional     | Títulos | Subcampeonatos | Subcampeonatos |
| ----------------------------- | ------- | -------------- | -------------- |
| Copa Merconorte (1/1)         | 2001.   | 2000.          | [ n 4 ]        |
| Copa Simón Bolívar (1/0)      | 1972.   |                | [ n 5 ]        |
| Pequeña Copa del Mundo* (1/0) | 1953¹.  |                | [ n 5 ]        |

(*) Algunos clubes la contabilizan en su propio palmarés personal; no obstante, sin ser oficial por ningún estamento continental ni mundial.
Torneos regionales (9)
| Competición regional                            | Títulos                                   | Subcampeonatos | Subcampeonatos |
| ----------------------------------------------- | ----------------------------------------- | -------------- | -------------- |
| Liga de fútbol de Cundinamarca (7/0)            | 1941, 1943, 1944, 1945, 1946, 1947, 1948. |                | [ n 7 ]        |
| Asociación deportiva de Bogotá (1/0)            | 1940.                                     |                | [ n 7 ]        |
| Campeonato interdepartamental de Colombia (1/0) | 1947.                                     |                | [ n 7 ]        |

Reconocimientos internacionales (5)
| Distinción                                | Año          |              |
| ----------------------------------------- | ------------ | ------------ |
| Club Clásico FIFA (1)                     | 2014.        | 2014.        |
| Club Legendario (1)                       | 2014.        | 2014.        |
| Tetracampeón                              | 1961 a 1964. | 1961 a 1964. |
| Mejor equipo del mundo (1)                | 1950s.       | 1950s.       |
| 18° mejor equipo de todos los tiempos (1) | 1950s.       | 1950s.       |

## Jugadores

### Plantilla 2025-II
| Jugadores |              |      | Equipo técnico |         |                     |                   |                        |               |                  |
| \| Porteros \| \| \| \| \| \| \| \| \| \| \| 1 \| Uruguay ! \| POR \| Guillermo de Amores \| 30 años \| Peñarol \| Junio de 2027 \| Liverpool \| Absoluta \| \| \| 12 \| Colombia ! \| POR \| Diego Novoa \| 36 años \| América de Cali \| Junio de 2026 \| La Equidad \| Absoluta \| \| \| Defensas \| \| \| \| \| \| \| \| \| \| \| 2 \| Colombia ! \| DEF \| Carlos Sarabia \| 20 años \| Divisiones Menores \| Junio de 2027 \| Millonarios \| Sub-20 \| Categoría sub-20 \| \| 4 \| Costa Rica ! \| DEF \| Juan Pablo Vargas 3.º \| 30 años \| Deportes Tolima \| Diciembre de 2026 \| Alajuelense \| Absoluta \| \| \| 6 \| Colombia ! \| DEF \| Sergio Mosquera \| 31 años \| Atlético Nacional \| Junio de 2026 \| Envigado F. C. \| \| \| \| 13 \| Colombia ! \| DEF \| Helibelton Palacios \| 32 años \| Cruzeiro \| Diciembre de 2025 \| Deportivo Cali \| Absoluta \| \| \| 17 \| Colombia ! \| DEF \| Jorge Arias 5.º \| 32 años \| Junior \| Diciembre de 2025 \| Valledupar F. C. \| \| \| \| 20 \| Colombia ! \| DEF \| Danovis Banguero \| 35 años \| Águilas Doradas \| Diciembre de 2025 \| Cúcuta Deportivo \| \| \| \| 26 \| Colombia ! \| DEF \| Andrés Llinás 2.º \| 28 años \| Valledupar F. C. \| Diciembre de 2026 \| Millonarios \| Absoluta \| \| \| 27 \| Colombia ! \| DEF \| Nicolás Giraldo \| 32 años \| Deportivo Pereira \| Diciembre de 2026 \| Boyacá Chicó \| \| \| \| 29 \| Colombia ! \| DEF \| Alex Moreno \| 23 años \| Divisiones Menores \| Junio de 2025 \| Millonarios \| Sub-17 \| Categoría sub-23 \| \| 34 \| Colombia ! \| DEF \| Sander Navarro \| 22 años \| Divisiones Menores \| Junio de 2026 \| Millonarios \| \| Categoría sub-23 \| \| 37 \| Colombia ! \| DEF \| Jhoan Hernández \| 19 años \| Divisiones Menores \| Diciembre de 2026 \| Millonarios \| Sub-20 \| Categoría sub-20 \| \| Mediocampistas \| \| \| \| \| \| \| \| \| \| \| 5 \| Colombia ! \| MED \| Nicolás Arévalo \| 22 años \| Divisiones Menores \| Junio de 2028 \| Millonarios \| \| Categoría sub-23 \| \| 7 \| Colombia ! \| MED \| Juan José Ramírez \| 23 años \| Real Cartagena \| Junio de 2027 \| Atlético Chiriquí \| \| Categoría sub-23 \| \| 8 \| Colombia ! \| MED \| Dewar Victoria \| 24 años \| Patriotas \| Junio de 2028 \| Millonarios \| \| \| \| 10 \| Brasil ! \| MED \| Bruno Sávio \| 31 años \| Club Bolívar \| Junio de 2026 \| América Mineiro \| \| \| \| 14 \| Colombia ! \| MED \| David Mackalister Silva 1.º \| 38 años \| Deportes Tolima \| Junio de 2026 \| Millonarios \| Absoluta \| \| \| 21 \| Colombia ! \| MED \| Juan Carlos Pereira \| 32 años \| Unión Magdalena \| Diciembre de 2025 \| Independiente Medellín \| Sub-20 \| \| \| 28 \| Colombia ! \| MED \| Stiven Vega 4.º \| 27 años \| Valledupar F. C. \| Diciembre de 2026 \| Millonarios \| Absoluta \| \| \| 30 \| Colombia ! \| MED \| Sebastián Viveros \| 20 años \| Orsomarso \| Junio de 2027 \| Millonarios \| \| Categoría sub-23 \| \| Delanteros \| \| \| \| \| \| \| \| \| \| \| 11 \| Colombia ! \| DEL \| Beckham Castro \| 21 años \| La Equidad \| Diciembre de 2025 \| Millonarios \| \| Categoría sub-23 \| \| 19 \| Colombia ! \| DEL \| Juan Carvajal \| 22 años \| La Equidad \| Diciembre de 2026 \| Millonarios \| \| Categoría sub-23 \| \| 23 \| Colombia ! \| DEL \| Leonardo Castro \| 33 años \| Deportivo Pereira \| Diciembre de 2025 \| Deportivo Pereira \| Absoluta \| \| \| 25 \| Colombia ! \| DEL \| Brayan Cuero \| 21 años \| Real Cundinamarca \| Diciembre de 2026 \| Millonarios \| \| Categoría sub-23 \| \| 32 \| Argentina ! \| DEL \| Santiago Giordana \| 30 años \| Deportivo Garcilaso \| Diciembre de 2026 \| Belgrano de Córdoba \| \| \| \| 33 \| Colombia ! \| DEL \| Alex Castro \| 31 años \| Deportes Tolima \| Junio de 2026 \| Alianza Petrolera \| \| \| \| 43 \| Colombia ! \| DEL \| Luis Marimón \| 21 años \| Divisiones Menores \| Junio de 2028 \| Millonarios \| \| Categoría sub-23 \| \| 70 \| Colombia ! \| DEL \| Edwin Mosquera \| 24 años \| Atlanta United \| Junio de 2026 \| Independiente Medellín \| Sub-23 \| \| \| 80 \| Colombia ! \| DEL \| Cristian Cañozales \| 26 años \| Carabobo F. C. \| Junio de 2026 \| Tigres F. C. \| \| \| \| 88 \| Colombia ! \| DEL \| Néiser Villarreal \| 20 años \| Divisiones Menores \| Diciembre de 2025 \| Millonarios \| Sub-20 \| Categoría sub-20 \| \| 99 \| Colombia ! \| DEL \| Jorge Cabezas \| 21 años \| PAOK B \| Junio de 2026 \| Real Cartagena \| \| Categoría sub-23 \| \| -- \| Colombia ! \| DEL \| Ramiro Brochero \| 25 años \| Patriotas \| Diciembre de 2027 \| Millonarios \| \| \| \| -- \| Colombia ! \| DEL \| Neymar Sánchez \| 21 años \| Tigres F. C. \| Diciembre de 2026 \| Bogotá F.C. \| \| Categoría sub-23 \| \| Jugadores con contrato profesional en equipo sub-20 \| \| \| \| \| \| \| \| \| \| \| 31 \| Colombia ! \| POR \| Cristian Quiñones \| 20 años \| Divisiones Menores \| Diciembre de 2025 \| Millonarios \| \| Categoría sub-23 \| \| -- \| Colombia ! \| POR \| Iván Diaz \| 17 años \| Divisiones Menores \| Diciembre de 2027 \| Millonarios \| \| Categoría sub-20 \| \| 3 \| Colombia ! \| DEF \| Samuel Martín \| 19 años \| Divisiones Menores \| Junio de 2027 \| Millonarios \| \| Categoría sub-20 \| \| 40 \| Colombia ! \| MED \| Bayron García \| 20 años \| Real Cartagena \| Diciembre de 2026 \| Real Cartagena \| \| Categoría sub-20 \| \| 35 \| Colombia ! \| DEL \| Sebastián Mosquera \| 18 años \| Divisiones Menores \| Junio de 2027 \| Millonarios \| \| Categoría sub-20 \| |              |      | Entrenador(es) David González Preparador(es) físico(s) Nicolás Ramírez · Oscar Vásquez · Cristian Osorno Entrenador(es) de porteros Eduardo Niño Asistente(s) Alexander Becerra · Carlos Giraldo Delegado Óscar Cortes Fisioterapeuta(s) Yeferson Torres · Fabián Hernández · Frank Torres · Jhonathan Zolaque Médico(s) Cesar Ruiz · Laura Gómez · Alejandro Soler · Leyenda - Pos. : Posición - Nac. : Nacionalidad deportiva - Capitán - Lesionado - POR / ARQ : Guardameta - DEF : Defensa - MED / VOL : Centrocampista - DEL : Delantero Actualizado el 16 de agosto de 2025 Plantilla en la web oficial |         |                     |                   |                        |               |                  |
| N.º | Nac.         | Pos. | Nombre | Edad    | Últ. equipo         | Fin contrato      | Eq. formativo          | Internacional | Nota             |
| Porteros |              |      | |         |                     |                   |                        |               |                  |
| 1 | Uruguay !    | POR  | Guillermo de Amores | 30 años | Peñarol             | Junio de 2027     | Liverpool              | Absoluta      |                  |
| 12 | Colombia !   | POR  | Diego Novoa | 36 años | América de Cali     | Junio de 2026     | La Equidad             | Absoluta      |                  |
| Defensas |              |      | |         |                     |                   |                        |               |                  |
| 2 | Colombia !   | DEF  | Carlos Sarabia | 20 años | Divisiones Menores  | Junio de 2027     | Millonarios            | Sub-20        | Categoría sub-20 |
| 4 | Costa Rica ! | DEF  | Juan Pablo Vargas 3.º | 30 años | Deportes Tolima     | Diciembre de 2026 | Alajuelense            | Absoluta      |                  |
| 6 | Colombia !   | DEF  | Sergio Mosquera | 31 años | Atlético Nacional   | Junio de 2026     | Envigado F. C.         |               |                  |
| 13 | Colombia !   | DEF  | Helibelton Palacios | 32 años | Cruzeiro            | Diciembre de 2025 | Deportivo Cali         | Absoluta      |                  |
| 17 | Colombia !   | DEF  | Jorge Arias 5.º | 32 años | Junior              | Diciembre de 2025 | Valledupar F. C.       |               |                  |
| 20 | Colombia !   | DEF  | Danovis Banguero | 35 años | Águilas Doradas     | Diciembre de 2025 | Cúcuta Deportivo       |               |                  |
| 26 | Colombia !   | DEF  | Andrés Llinás 2.º | 28 años | Valledupar F. C.    | Diciembre de 2026 | Millonarios            | Absoluta      |                  |
| 27 | Colombia !   | DEF  | Nicolás Giraldo | 32 años | Deportivo Pereira   | Diciembre de 2026 | Boyacá Chicó           |               |                  |
| 29 | Colombia !   | DEF  | Alex Moreno | 23 años | Divisiones Menores  | Junio de 2025     | Millonarios            | Sub-17        | Categoría sub-23 |
| 34 | Colombia !   | DEF  | Sander Navarro | 22 años | Divisiones Menores  | Junio de 2026     | Millonarios            |               | Categoría sub-23 |
| 37 | Colombia !   | DEF  | Jhoan Hernández | 19 años | Divisiones Menores  | Diciembre de 2026 | Millonarios            | Sub-20        | Categoría sub-20 |
| Mediocampistas |              |      | |         |                     |                   |                        |               |                  |
| 5 | Colombia !   | MED  | Nicolás Arévalo | 22 años | Divisiones Menores  | Junio de 2028     | Millonarios            |               | Categoría sub-23 |
| 7 | Colombia !   | MED  | Juan José Ramírez | 23 años | Real Cartagena      | Junio de 2027     | Atlético Chiriquí      |               | Categoría sub-23 |
| 8 | Colombia !   | MED  | Dewar Victoria | 24 años | Patriotas           | Junio de 2028     | Millonarios            |               |                  |
| 10 | Brasil !     | MED  | Bruno Sávio | 31 años | Club Bolívar        | Junio de 2026     | América Mineiro        |               |                  |
| 14 | Colombia !   | MED  | David Mackalister Silva 1.º | 38 años | Deportes Tolima     | Junio de 2026     | Millonarios            | Absoluta      |                  |
| 21 | Colombia !   | MED  | Juan Carlos Pereira | 32 años | Unión Magdalena     | Diciembre de 2025 | Independiente Medellín | Sub-20        |                  |
| 28 | Colombia !   | MED  | Stiven Vega 4.º | 27 años | Valledupar F. C.    | Diciembre de 2026 | Millonarios            | Absoluta      |                  |
| 30 | Colombia !   | MED  | Sebastián Viveros | 20 años | Orsomarso           | Junio de 2027     | Millonarios            |               | Categoría sub-23 |
| Delanteros |              |      | |         |                     |                   |                        |               |                  |
| 11 | Colombia !   | DEL  | Beckham Castro | 21 años | La Equidad          | Diciembre de 2025 | Millonarios            |               | Categoría sub-23 |
| 19 | Colombia !   | DEL  | Juan Carvajal | 22 años | La Equidad          | Diciembre de 2026 | Millonarios            |               | Categoría sub-23 |
| 23 | Colombia !   | DEL  | Leonardo Castro | 33 años | Deportivo Pereira   | Diciembre de 2025 | Deportivo Pereira      | Absoluta      |                  |
| 25 | Colombia !   | DEL  | Brayan Cuero | 21 años | Real Cundinamarca   | Diciembre de 2026 | Millonarios            |               | Categoría sub-23 |
| 32 | Argentina !  | DEL  | Santiago Giordana | 30 años | Deportivo Garcilaso | Diciembre de 2026 | Belgrano de Córdoba    |               |                  |
| 33 | Colombia !   | DEL  | Alex Castro | 31 años | Deportes Tolima     | Junio de 2026     | Alianza Petrolera      |               |                  |
| 43 | Colombia !   | DEL  | Luis Marimón | 21 años | Divisiones Menores  | Junio de 2028     | Millonarios            |               | Categoría sub-23 |
| 70 | Colombia !   | DEL  | Edwin Mosquera | 24 años | Atlanta United      | Junio de 2026     | Independiente Medellín | Sub-23        |                  |
| 80 | Colombia !   | DEL  | Cristian Cañozales | 26 años | Carabobo F. C.      | Junio de 2026     | Tigres F. C.           |               |                  |
| 88 | Colombia !   | DEL  | Néiser Villarreal | 20 años | Divisiones Menores  | Diciembre de 2025 | Millonarios            | Sub-20        | Categoría sub-20 |
| 99 | Colombia !   | DEL  | Jorge Cabezas | 21 años | PAOK B              | Junio de 2026     | Real Cartagena         |               | Categoría sub-23 |
| -- | Colombia !   | DEL  | Ramiro Brochero | 25 años | Patriotas           | Diciembre de 2027 | Millonarios            |               |                  |
| -- | Colombia !   | DEL  | Neymar Sánchez | 21 años | Tigres F. C.        | Diciembre de 2026 | Bogotá F.C.            |               | Categoría sub-23 |
| Jugadores con contrato profesional en equipo sub-20 |              |      | |         |                     |                   |                        |               |                  |
| 31 | Colombia !   | POR  | Cristian Quiñones | 20 años | Divisiones Menores  | Diciembre de 2025 | Millonarios            |               | Categoría sub-23 |
| -- | Colombia !   | POR  | Iván Diaz | 17 años | Divisiones Menores  | Diciembre de 2027 | Millonarios            |               | Categoría sub-20 |
| 3 | Colombia !   | DEF  | Samuel Martín | 19 años | Divisiones Menores  | Junio de 2027     | Millonarios            |               | Categoría sub-20 |
| 40 | Colombia !   | MED  | Bayron García | 20 años | Real Cartagena      | Diciembre de 2026 | Real Cartagena         |               | Categoría sub-20 |
| 35 | Colombia !   | DEL  | Sebastián Mosquera | 18 años | Divisiones Menores  | Junio de 2027     | Millonarios            |               | Categoría sub-20 |

| Porteros                                            |              |     |                             |         |                     |                   |                        |          |                  |
| 1                                                   | Uruguay !    | POR | Guillermo de Amores         | 30 años | Peñarol             | Junio de 2027     | Liverpool              | Absoluta |                  |
| 12                                                  | Colombia !   | POR | Diego Novoa                 | 36 años | América de Cali     | Junio de 2026     | La Equidad             | Absoluta |                  |
| Defensas                                            |              |     |                             |         |                     |                   |                        |          |                  |
| 2                                                   | Colombia !   | DEF | Carlos Sarabia              | 20 años | Divisiones Menores  | Junio de 2027     | Millonarios            | Sub-20   | Categoría sub-20 |
| 4                                                   | Costa Rica ! | DEF | Juan Pablo Vargas 3.º       | 30 años | Deportes Tolima     | Diciembre de 2026 | Alajuelense            | Absoluta |                  |
| 6                                                   | Colombia !   | DEF | Sergio Mosquera             | 31 años | Atlético Nacional   | Junio de 2026     | Envigado F. C.         |          |                  |
| 13                                                  | Colombia !   | DEF | Helibelton Palacios         | 32 años | Cruzeiro            | Diciembre de 2025 | Deportivo Cali         | Absoluta |                  |
| 17                                                  | Colombia !   | DEF | Jorge Arias 5.º             | 32 años | Junior              | Diciembre de 2025 | Valledupar F. C.       |          |                  |
| 20                                                  | Colombia !   | DEF | Danovis Banguero            | 35 años | Águilas Doradas     | Diciembre de 2025 | Cúcuta Deportivo       |          |                  |
| 26                                                  | Colombia !   | DEF | Andrés Llinás 2.º           | 28 años | Valledupar F. C.    | Diciembre de 2026 | Millonarios            | Absoluta |                  |
| 27                                                  | Colombia !   | DEF | Nicolás Giraldo             | 32 años | Deportivo Pereira   | Diciembre de 2026 | Boyacá Chicó           |          |                  |
| 29                                                  | Colombia !   | DEF | Alex Moreno                 | 23 años | Divisiones Menores  | Junio de 2025     | Millonarios            | Sub-17   | Categoría sub-23 |
| 34                                                  | Colombia !   | DEF | Sander Navarro              | 22 años | Divisiones Menores  | Junio de 2026     | Millonarios            |          | Categoría sub-23 |
| 37                                                  | Colombia !   | DEF | Jhoan Hernández             | 19 años | Divisiones Menores  | Diciembre de 2026 | Millonarios            | Sub-20   | Categoría sub-20 |
| Mediocampistas                                      |              |     |                             |         |                     |                   |                        |          |                  |
| 5                                                   | Colombia !   | MED | Nicolás Arévalo             | 22 años | Divisiones Menores  | Junio de 2028     | Millonarios            |          | Categoría sub-23 |
| 7                                                   | Colombia !   | MED | Juan José Ramírez           | 23 años | Real Cartagena      | Junio de 2027     | Atlético Chiriquí      |          | Categoría sub-23 |
| 8                                                   | Colombia !   | MED | Dewar Victoria              | 24 años | Patriotas           | Junio de 2028     | Millonarios            |          |                  |
| 10                                                  | Brasil !     | MED | Bruno Sávio                 | 31 años | Club Bolívar        | Junio de 2026     | América Mineiro        |          |                  |
| 14                                                  | Colombia !   | MED | David Mackalister Silva 1.º | 38 años | Deportes Tolima     | Junio de 2026     | Millonarios            | Absoluta |                  |
| 21                                                  | Colombia !   | MED | Juan Carlos Pereira         | 32 años | Unión Magdalena     | Diciembre de 2025 | Independiente Medellín | Sub-20   |                  |
| 28                                                  | Colombia !   | MED | Stiven Vega 4.º             | 27 años | Valledupar F. C.    | Diciembre de 2026 | Millonarios            | Absoluta |                  |
| 30                                                  | Colombia !   | MED | Sebastián Viveros           | 20 años | Orsomarso           | Junio de 2027     | Millonarios            |          | Categoría sub-23 |
| Delanteros                                          |              |     |                             |         |                     |                   |                        |          |                  |
| 11                                                  | Colombia !   | DEL | Beckham Castro              | 21 años | La Equidad          | Diciembre de 2025 | Millonarios            |          | Categoría sub-23 |
| 19                                                  | Colombia !   | DEL | Juan Carvajal               | 22 años | La Equidad          | Diciembre de 2026 | Millonarios            |          | Categoría sub-23 |
| 23                                                  | Colombia !   | DEL | Leonardo Castro             | 33 años | Deportivo Pereira   | Diciembre de 2025 | Deportivo Pereira      | Absoluta |                  |
| 25                                                  | Colombia !   | DEL | Brayan Cuero                | 21 años | Real Cundinamarca   | Diciembre de 2026 | Millonarios            |          | Categoría sub-23 |
| 32                                                  | Argentina !  | DEL | Santiago Giordana           | 30 años | Deportivo Garcilaso | Diciembre de 2026 | Belgrano de Córdoba    |          |                  |
| 33                                                  | Colombia !   | DEL | Alex Castro                 | 31 años | Deportes Tolima     | Junio de 2026     | Alianza Petrolera      |          |                  |
| 43                                                  | Colombia !   | DEL | Luis Marimón                | 21 años | Divisiones Menores  | Junio de 2028     | Millonarios            |          | Categoría sub-23 |
| 70                                                  | Colombia !   | DEL | Edwin Mosquera              | 24 años | Atlanta United      | Junio de 2026     | Independiente Medellín | Sub-23   |                  |
| 80                                                  | Colombia !   | DEL | Cristian Cañozales          | 26 años | Carabobo F. C.      | Junio de 2026     | Tigres F. C.           |          |                  |
| 88                                                  | Colombia !   | DEL | Néiser Villarreal           | 20 años | Divisiones Menores  | Diciembre de 2025 | Millonarios            | Sub-20   | Categoría sub-20 |
| 99                                                  | Colombia !   | DEL | Jorge Cabezas               | 21 años | PAOK B              | Junio de 2026     | Real Cartagena         |          | Categoría sub-23 |
| --                                                  | Colombia !   | DEL | Ramiro Brochero             | 25 años | Patriotas           | Diciembre de 2027 | Millonarios            |          |                  |
| --                                                  | Colombia !   | DEL | Neymar Sánchez              | 21 años | Tigres F. C.        | Diciembre de 2026 | Bogotá F.C.            |          | Categoría sub-23 |
| Jugadores con contrato profesional en equipo sub-20 |              |     |                             |         |                     |                   |                        |          |                  |
| 31                                                  | Colombia !   | POR | Cristian Quiñones           | 20 años | Divisiones Menores  | Diciembre de 2025 | Millonarios            |          | Categoría sub-23 |
| --                                                  | Colombia !   | POR | Iván Diaz                   | 17 años | Divisiones Menores  | Diciembre de 2027 | Millonarios            |          | Categoría sub-20 |
| 3                                                   | Colombia !   | DEF | Samuel Martín               | 19 años | Divisiones Menores  | Junio de 2027     | Millonarios            |          | Categoría sub-20 |
| 40                                                  | Colombia !   | MED | Bayron García               | 20 años | Real Cartagena      | Diciembre de 2026 | Real Cartagena         |          | Categoría sub-20 |
| 35                                                  | Colombia !   | DEL | Sebastián Mosquera          | 18 años | Divisiones Menores  | Junio de 2027     | Millonarios            |          | Categoría sub-20 |

- Los equipos colombianos están limitados a tener en la plantilla un máximo de cuatro jugadores extranjeros.
- Para la temporada 2025 la Dimayor autorizó la inscripción de treinta y cinco (35) jugadores a los clubes que tienen competencia internacional,[179] de los cuales cinco (5) deben ser categoría Sub-23.[180]
- Los jugadores de categoría sub-20 no son tenidos en cuenta en el conteo de los 35 inscritos ante Dimayor.[181]

### Altas y bajas 2025-II
| Altas               | Altas          | Altas             | Altas         | Altas   |
| Jugador             | Posición       | Procedencia       | Tipo          | Fuente  |
| ------------------- | -------------- | ----------------- | ------------- | ------- |
| Guillermo de Amores | Guardameta     | Peñarol           | Libre         | [ 182 ] |
| Juan José Ramírez   | Centrocampista | Real Cartagena    | Fin de cesión | [ 183 ] |
| Sebastián Viveros   | Centrocampista | Orsomarso         | Fin de cesión | [ 183 ] |
| Bruno Sávio         | Centrocampista | Club Bolívar      | Libre         | [ 184 ] |
| Ramiro Brochero     | Delantero      | Patriotas Boyacá  | Fin de cesión |         |
| Brayan Cuero        | Delantero      | Real Cundinamarca | Fin de cesión |         |
| Neymar Sánchez      | Delantero      | Tigres F. C.      | Fin de cesión |         |
| Beckham Castro      | Delantero      | La Equidad        | Fin de cesión | [ 183 ] |
| Edwin Mosquera      | Delantero      | Atlanta United    | Cesión        | [ 185 ] |
| Alex Castro         | Delantero      | Deportes Tolima   | Libre         | [ 186 ] |
| Cristian Cañozales  | Delantero      | Carabobo F. C.    | Libre         | [ 187 ] |
| Jorge Cabezas       | Delantero      | PAOK B            | Cesión        | [ 188 ] |

| Bajas                | Bajas          | Bajas                  | Bajas           | Bajas           |
| Jugador              | Posición       | Destino                | Tipo            | Fuente          |
| -------------------- | -------------- | ---------------------- | --------------- | --------------- |
| Álvaro Montero       | Guardameta     | Vélez Sarsfield        | Cesión          | [ 189 ]         |
| Iván Arboleda        | Guardameta     | Por definir            | Fin de contrato |                 |
| Jonatan González     | Guardameta     | Por definir            | Fin de contrato |                 |
| Delvin Alfonzo       | Defensa        | Águilas Doradas        | Cesión          | [ 190 ]         |
| Samuel Asprilla      | Defensa        | Tigres F. C.           | Fin de contrato | [ 191 ]         |
| Darwin Cortés        | Defensa        | Vitória de Guimarães   | Cesión          | [ 192 ]         |
| Jovani Welch         | Centrocampista | Monagas Sport Club     | Fin de cesión   | [ 193 ]         |
| Félix Charrupí       | Centrocampista | Atlético Bucaramanga   | Fin de contrato | [ 193 ] [ 194 ] |
| Daniel Cataño        | Centrocampista | Club Bolívar           | Libre           | [ 193 ]         |
| Daniel Ruiz          | Centrocampista | CSKA Moscú             | Cesión          | [ 193 ]         |
| Daniel Mantilla      | Delantero      | Club Llaneros          | Fin de cesión   | [ 193 ]         |
| Radamel Falcao       | Delantero      | Por definir            | Fin de contrato | [ 193 ]         |
| Jader Valencia       | Delantero      | Independiente Medellín | Fin de contrato | [ 193 ]         |
| Jhon Emerson Córdoba | Delantero      | Instituto              | Cesión          | [ 195 ]         |
| Kevin Palacios       | Delantero      | Santos Laguna          | Traspaso        | [ 196 ]         |

### Jugadores cedidos
Jugadores que son propiedad del equipo y son prestados para actuar con otro conjunto, algunos con opción de compra. 
| Cedidos              | Cedidos        | Cedidos              | Cedidos           |
| Jugador              | Posición       | Cedido al            | Hasta             |
| -------------------- | -------------- | -------------------- | ----------------- |
| Álvaro Montero       | Guardameta     | Vélez Sarsfield      | Diciembre de 2026 |
| Delvin Alfonzo       | Defensa        | Águilas Doradas      | Junio de 2026     |
| Darwin Cortés        | Defensa        | Vitória de Guimarães | Junio de 2026     |
| Daniel Ruiz          | Centrocampista | CSKA Moscú           | Junio de 2026     |
| Johan Rodallega      | Centrocampista | FC Sheriff Tiraspol  | Diciembre de 2025 |
| Edison Largacha      | Delantero      | Deportivo Pereira    | Diciembre de 2025 |
| Brayan Campaz        | Delantero      | Real Monarchs        | Abril de 2026     |
| Jhon Emerson Córdoba | Delantero      | Instituto            | Junio de 2026     |

### Jugadores cedidos en el club
Jugadores que son propiedad de otro equipo y están prestados en el club, algunos con opción de compra.
| Cedidos               | Cedidos        | Cedidos        | Cedidos           |
| Jugador               | Posición       | Cedido de      | Hasta             |
| --------------------- | -------------- | -------------- | ----------------- |
| Helibelton Palacios   | Defensa        | Cruzeiro       | Diciembre de 2025 |
| Bayron García         | Centrocampista | Real Cartagena | Diciembre de 2026 |
| Edwin Mosquera        | Delantero      | Atlanta United | Junio de 2026     |
| Jorge Cabezas Hurtado | Delantero      | Watford F. C.  | Junio de 2026     |

### Jugadores internacionales
Nota: en negrita jugadores parte de la última convocatoria en la correspondiente categoría.
| Selección  | Categoría | Jugador(es)                                                                                            |
| ---------- | --------- | --- |
| Colombia   | Absoluta  | Leonardo Castro, Andrés Llinás, David Mackalister Silva, Helibelton Palacios, Diego Novoa, Stiven Vega |
| Colombia   | Sub-20    | Néiser Villarreal, Carlos Sarabia, Jhoan Hernández, Jorge Cabezas Hurtado                              |
| Costa Rica | Absoluta  | Juan Pablo Vargas                                                                                      |
| Uruguay    | Absoluta  | Guillermo de Amores                                                                                    |

### Récords
| Máximos goleadores | Máximos goleadores | Máximos goleadores | Jugadores con más presencias | Jugadores con más presencias | Jugadores con más presencias | Entrenadores con más partidos | Entrenadores con más partidos | Entrenadores con más partidos |
| ------------------ | ------------------ | ------------------ | ---------------------------- | ---------------------------- | ---------------------------- | ----------------------------- | ----------------------------- | ----------------------------- |
| 1.                 | Alfredo Castillo   | 133 goles          | 1.                           | Bonner Mosquera              | 550 partidos                 | 1.                            | Gabriel Ochoa Uribe           | 600 partidos                  |
| 2.                 | Arnoldo Iguarán    | 131 goles          | 2.                           | David Mackalister Silva      | 436 partidos                 | 2.                            | Luis Augusto García           | 332 partidos                  |
| 3.                 | Marino Klinger     | 99 goles           | 3.                           | Rafael Robayo                | 428 partidos                 | 3.                            | Alberto Gamero                | 277 partidos                  |
| 4.                 | Alfredo Di Stéfano | 99 goles           | 4.                           | Alejandro Brand              | 400 partidos                 | 4.                            | Jorge Luis Pinto              | 192 partidos                  |
| 5.                 | Willington Ortiz   | 96 goles           | 5.                           | Julio Edgar Gaviria          | 382 partidos                 | 5.                            | Miguel Augusto Prince         | 182 partidos                  |
| Ver lista completa | Ver lista completa | Ver lista completa | Ver lista completa           | Ver lista completa           | Ver lista completa           | Ver lista completa            | Ver lista completa            | Ver lista completa            |

#### Goleadores por posición
| Posición      | Jugador               | Nacionalidad | Partidos | Goles |
| ------------- | --------------------- | ------------ | -------- | ----- |
| Portero       | Luis Delgado          | Colombiana   | 171      | 4     |
| Defensor      | Miguel Augusto Prince | Colombiana   | 324      | 32    |
| Mediocampista | Carlos Rendón         | Colombiana   | 187      | 66    |
| Delantero     | Alfredo Castillo      | Argentina    | 175      | 131   |

### Aportes selecciones
- El club ha realizado varios aportes a competiciones de talla mundial, tales como:
  - Eliminatorias Mundialistas (desconocido)
  - La Copa Mundial de Fútbol de Mayores (12)
  - Campeonatos Sudamericanos (desconocido)
  - La Copa Mundial de Fútbol de Menores (6)
  - Copa Confederaciones (1)
  - Copa América (39)
  - Copa de Oro (6)
  - Juegos Olímpicos (3)

### Botines de oro
- Los goleadores del club han conseguido un total de 21 botines de oro.
  - Primera División (15)
  - Copa Sudamericana (2)
  - Copa Libertadores (1)
  - Copa Simón Bolívar (1)
  - Copa Colombia (1)
  - Superliga de Colombia (1)

### Jugadores extranjeros
En total son 257 futbolistas extranjeros de 21 nacionalidades distintas que han militado para el club.

## Entrenadores

### Cuerpo técnico actual

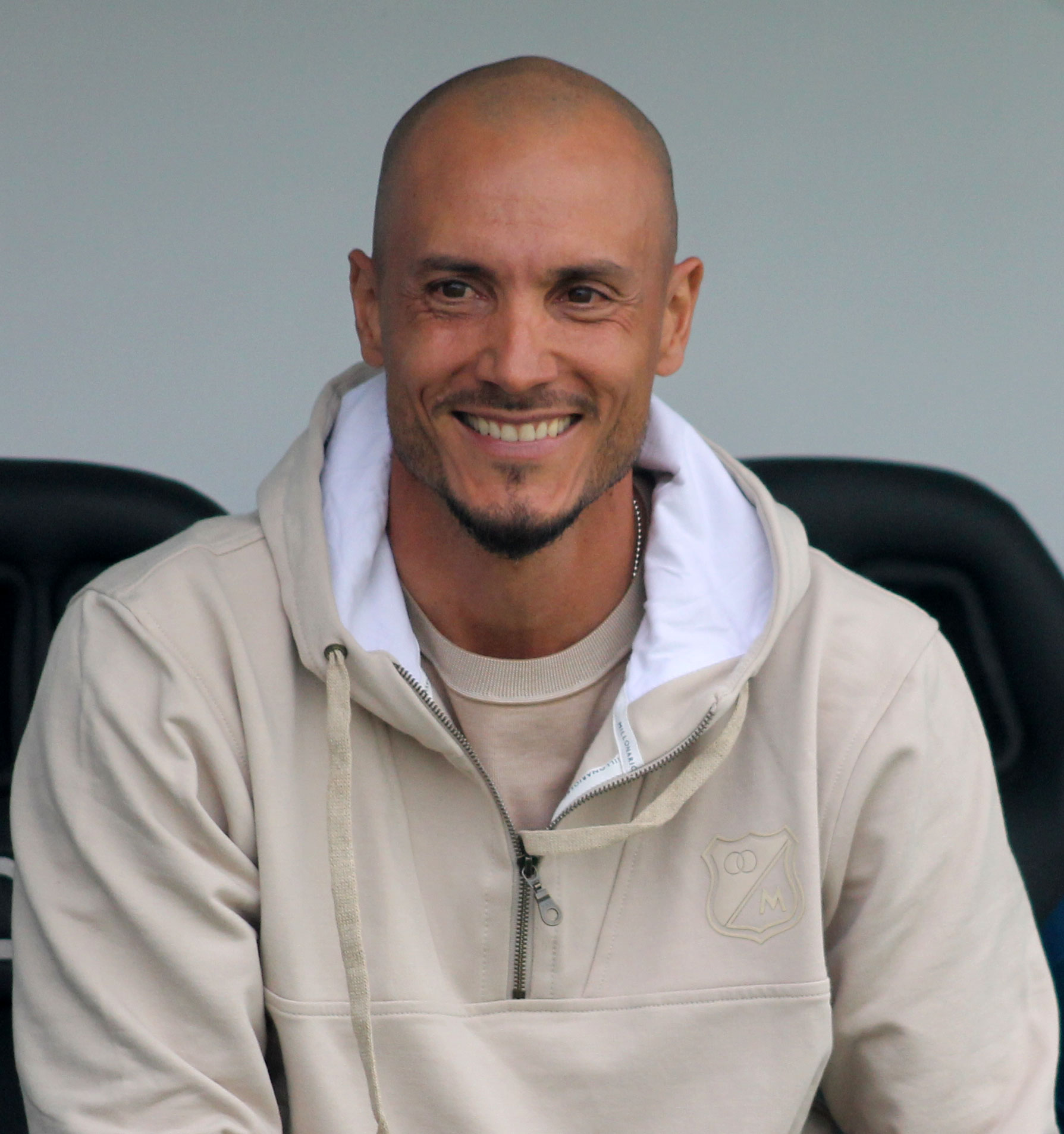
David González, DT de Millonarios para la temporada 2025.

Desde su fundación, y hasta la actualidad, Millonarios Fútbol Club ha tenido un total de sesenta y ocho entrenadores. El primero en esta lista fue el chileno Fernando Constancio entre 1946 y 1947. Inicialmente, y hasta 1957, el club recurrió a entrenadores extranjeros, destacando de gran manera el argentino Adolfo Pedernera. El primer técnico de nacionalidad colombiana sería el exarquero 'Albi-Azul' Gabriel Ochoa Uribe, ganador de cinco torneos de liga, una Copa Colombia, y la Copa Simón Bolívar en su etapa como adiestrador, siendo así el técnico más ganador de la historia del club con 7 títulos oficiales. Le siguen Adolfo Pedernera con cinco títulos, Luis Augusto García con tres y Miguel Ángel Russo con dos títulos. Destacan también Hernán Torres, campeón del torneo colombiano tras 24 años del último torneo, y Richard Páez, campeón de Copa Colombia luego de 10 años sin títulos oficiales.
El entrenador con más partidos disputados es el colombiano Gabriel Ochoa Uribe, quien dirigió 600 partidos, seguido de Luis Augusto García con 332 y Alberto Gamero con 277.
En total, los entrenadores se reparten en: 29 colombianos y 40 extranjeros; 20 de nacionalidad argentina, 7 uruguayos, 4 yugoslavos, 4 brasileños, 2 españoles, 1 chileno, 1 paraguayo y 1 venezolano. 
| Cuerpo técnico |
| |
| - Director técnico: - David González - Asistente Técnico: - Alexander Becerra - Carlos Giraldo - Director de rendimiento: - Cristian Osorno - Preparadores físicos: - Nicolás Ramírez - Oscar Vásquez - Entrenador de arqueros: - Eduardo Niño - Entrenador de delanteros: - Arnoldo Iguarán - Delegado deportivo: - Óscar Cortés - Cuerpo médico: - César Ruiz - Alejandro Soler - Laura Gómez - Nutricionista: - Lorena Herrera - Fisioterapeutas: - Fabián Hernández - Yeferson Torres - Frank Torres - Jhonathan Zolaque - Psicólogo: - Edwin López - Utileros: - Diego Carvajal - Nixon Pacheco |
| |

## Presidencia y junta directiva

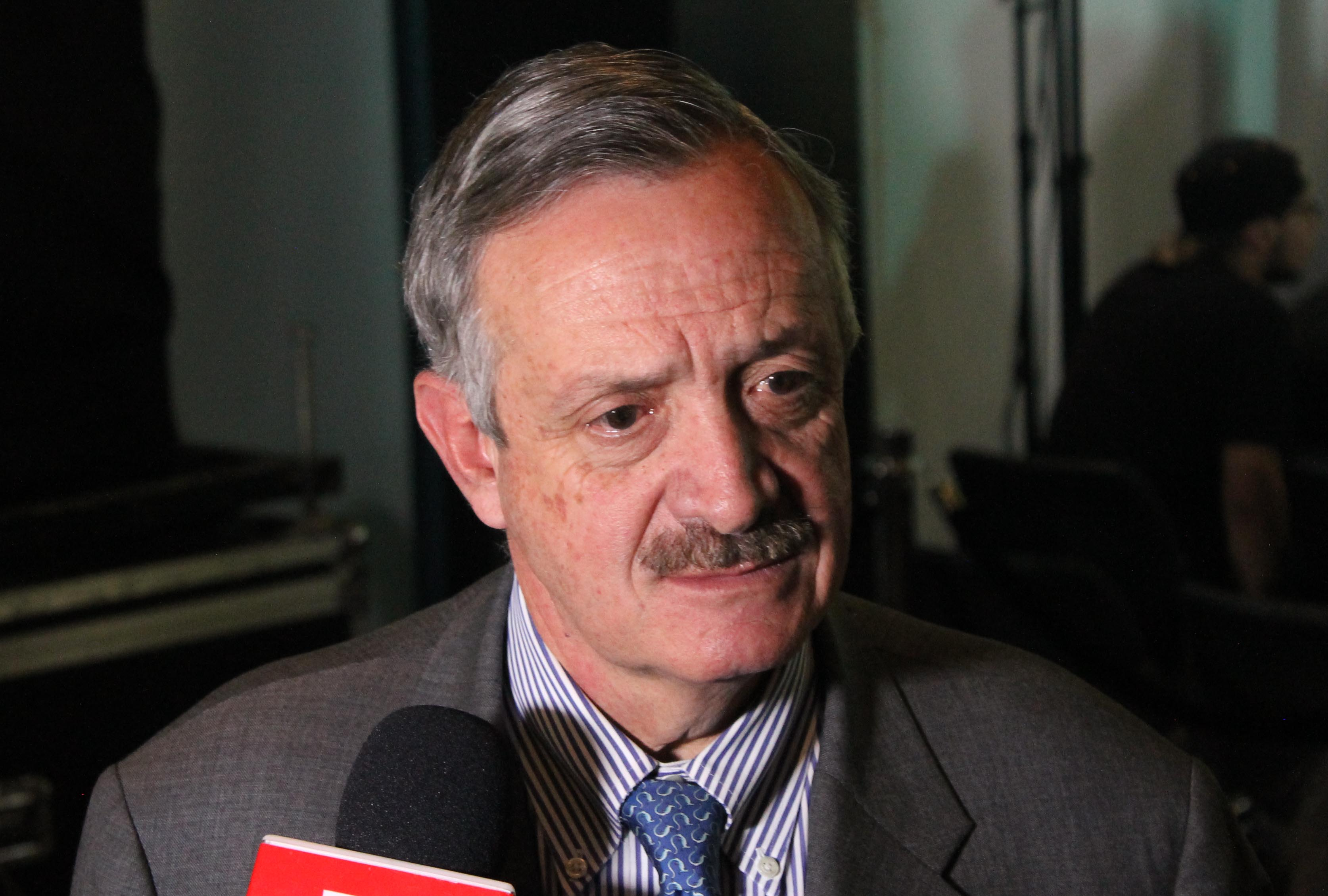
Enrique Camacho Matamoros, presidente de Millonarios Fútbol Club desde 2014.

| Cuerpo Directivo |
| |
| - Presidente: - Enrique Camacho Matamoros - Vicepresidente: - Liliana Méndez - Cristina Jaramillo - Máximo accionista: - Joseph Oughourlian - Presidente de la Junta Directiva: - Gustavo Serpa - Contador: - Jesús Suárez - Revisor fiscal: - Claudia Muñoz - Director deportivo: - Ricardo 'El Gato' Pérez - Director de comunicaciones: - César Ardila - Relacionista público: - Salomón Bitar - Director de Mercadeo: - Carlos García |
| |

## Secciones deportivas
Equipos deportivos asociados a Millonarios Fútbol Club:

### Divisiones menores
Las categorías inferiores o divisiones menores del club hacen referencia a los equipos de reservas y juveniles que representan a Millonarios en los torneos nacionales en categorías inferiores, se creó a mediados de la década del 60 y ha servido como plataforma al equipo bogotano para sustraer varios jugadores para su plantilla profesional. Dichas categorías están divididas en: Sub-20 (A y B), Sub-17 (A y B), Sub-15, Sub-14, Sub-12, Sub-11 y Sub-10. 
El equipo cuenta con escuelas de formación deportiva en Bogotá (6 sedes), Cundinamarca, Tunja y Villavicencio.
- Millonarios Sub-20A.

 Supercopa Juvenil FCF (2/1):
Campeón: 2010, 2019
Sub-campeón: 2009

### Femenino
Fundado el 9 de mayo de 2018, es el encargado de representar a Millonarios en la Liga Profesional Femenina de Fútbol de Colombia. Fue creado en convenio con la Universidad Sergio Arboleda para promover el deporte femenino. El equipo disputa su primer torneo en el año 2019, llegando hasta las semifinales de este.

### eSports
Es el encargado de representar al club en competiciones de videojuegos, más específicamente FIFA. Abrió sus convocatorias en agosto de 2018 en la modalidad PlayStation 4 y Xbox One. El proceso de selección inició con la inscripción de cerca de 1500 personas, un torneo presencial en el Centro comercial Titán Plaza, Bogotá entre 16 jugadores y la fase final disputada en el museo de Millonarios ubicado en el Estadio Nemesio Camacho El Campín el 1 de septiembre. Los elegidos En 2019 disputan el paso al eClub World Cup El 13 de octubre de 2018, Nicolás Rojas gana la Copa Virtual Colombiana modalidad PlayStation 4 tras vencer a Santa Fe eSports
En enero de 2020 el realizador de directos español AuronPlay elogio al club durante un transmisión en vivo. Se conoce que hay un relación entre las partes y no se descarta que un futuro represente a la institución en las competiciones de los eSports.
- Millonarios eSports Equipo de fútbol virtual, FIFA para PlayStation.

 Copa Virtual Colombiana (1/0):
Campeón: 2018

## Área social

### Afición
El club posee varios grupos de animación entre los que destacan tres: Comandos Azules, Blue Rain, y La Barra del Búfalo.
Anteriormente Comandos Azules #13 o CA#13 por sus siglas, y actualmente Comandos Azules Distrito Capital o por sus siglas CADC, una de las barras bravas más populares de Millonarios. Fue fundada en 1992.
Se ubicaba en la tribuna norte del estadio Nemesio Camacho El Campín, sin embargo, en 2019, tras conformarse la 'tribuna familiar', los Comandos se ven obligados a moverse a la tribuna sur del escenario. La barra se caracteriza por su fidelidad al club, especialmente durante la crisis institucional vivida entre 2003 y 2006. La barra fue la encargada de dar vida a la famosa "Anaconda", una bandera tejida durante 3 años, que mide 750 x 40 metros convirtiéndose así en la primera bandera en el mundo en cubrir todo un estadio.
La Blue Rain (Lluvia Azul) es una de las barras bravas más grandes y con más integrantes en el fútbol colombiano. Fundada en 1992, es una de las barras más representativas del club bogotano. Se localiza en la tribuna sur del estadio Nemesio Camacho El Campín. A lo largo de su historia, la Blue Rain se ha caracterizado por se la barra brava más representativa en cuanto al acompañamiento musical se refiere.
La Barra del Búfalo debe su nombre al jugador de Millonarios en los años 1980 Juan Gilberto Funes, apodado "El Búfalo", quien fue protagonista en los torneos de 1984, 1985 y 1986. La barra fue organizada en 1994, y su forma de alentar con saltos y cánticos fue inspiración para otros grupos de animación. En sus inicios la barra se hacía llamar "Los Sinvergüenzas de Siempre" pero fue renombrada como "La Barra del Búfalo" en conmemoración de Juan Gilberto Funes. Esta barra es conocida en San Luis, Argentina, tierra natal del "Búfalo" Funes. Se localiza en tribuna Oriental general baja y alta norte del Estadio Nemesio Camacho El Campín.

## Clubes afiliados

### Copropiedad
Notas: Los clubes son propiedad de Joseph Oughourlian, por medio de sus grupos inversores, al igual que Millonarios.
| Masculino     | Masculino       | Femenino             | Femenino        |
| ------------- | --------------- | -------------------- | --------------- |
| Millonarios   | (2014-presente) | Millonarios Femenino | (2018-presente) |
| Lens          | (2016-presente) | Lens Féminines       | (2020-presente) |
| Padova        | (2017-presente) | Padova Femminile     | (2020-presente) |
| Real Zaragoza | (2022-presente) |                      |                 |

### Influencia en otros clubes
- Millonario del Rímac:[223][224] El club fue fundado en diciembre de 1957 tras una gira de Millonarios en tierras Incas. En la actualidad compite en la tercera división distrital de Rímac, (cuarta división del Perú) en nivel jerárquico. El último acercamiento oficial entre las dos instituciones se dio en 1976 con gran influencia de Alfonso Senior.
- FC El Campin Bragado: El club fue fundado en 2017 por el exjugador de Millonarios Gabi Fernández, en honor a su etapa en la institución, actualmente este equipo compite en la (Liga Bragadense), quinta división Argentina para los afiliados indirectamente en AFA.

### Hermandades Institucionales
- River Plate:[225] En la época amateur del fútbol colombiano el para aquel entonces conocido como Club Deportivo Municipal, comenzó a traer jugadores argentinos por lo que a manera de burla fueron apodados como ("Los Millonarios"). Al poco tiempo las directivas deciden tomar ese romoquete como parte de su nombre oficial lo que concordó con el comienzo de la liga profesional y el ahora llamado Millonarios continuó contrato en gran medida jugadores provenientes de River Plate por lo que la relación entre los clubes se volvió recurrente. Algunos de los traspasos notables de jugadores son: Néstor Raúl Rossi (de River a Millonarios) y Juan Gilberto Funes (de Millonarios a River).

- Real Madrid:[226] La historia entre los dos clubes se refleja en cuanto a los 7 partidos amistosos en los que se han enfrentado ya que Millonarios ha ganado 3, se han presentado 3 empates y tan solo se ha visto una victoria merengue. Millonarios se hizo reconocido por se el único club extranjero en ganarle a la primera generación dorada del Real Madrid. Además entre estas dos instituciones se presentó el traspaso de Alfredo Di Stéfano uno de los mejores jugadores de la historia del fútbol mundial.

## Lectura adicional
- Armando Neira (9 de agosto de 2007). «El vía crucis azul». Revista Semana. Archivado desde el original el 8 de enero de 2008. Consultado el 13 de noviembre de 2007.
- Desconocido (2010). El Ballet Azul: Libro por fascículos del periódico Q´Hubo dedicado a Millonarios.
- Desconocido (2006).  Solodeportes, ed. Millonarios: 60 Años de Gloriosa Historia. ISSN 1909-7948.